# Antonio José de Sucre
Antonio José Francisco de Sucre y Alcalá (Cumaná, 3 de febrero de 1795-Berruecos, 4 de junio de 1830) conocido también como el Gran Mariscal de Ayacucho, fue un político, diplomático, libertador, y militar venezolano, prócer de la independencia de América del Sur. Amigo cercano y asociado de Simón Bolívar, fue líder fundamental en la liberación de lo que hoy son Ecuador y Perú, además de haber sido pieza clave en el nacimiento de Bolivia como nación.
Se le otorgó el título de «Gran Mariscal de Ayacucho», por el Congreso peruano en 1824, tras comandar el Ejército Unido Libertador, otorgando la victoria en la batalla de Ayacucho al derrotar al último virrey español en América. En 1821, realizó actividades diplomáticas que permitieron la conformación del Ejército Libertador del Sur de Colombia, al cual Simón Bolívar le dio la responsabilidad de comandar recibiendo el título de general en jefe, labor que realizó venciendo con ayuda del ejército de la Provincia Libre de Guayaquil al ejército realista en la batalla de Pichincha, donde obtuvo el grado de general. Se le dio el nombre de Sucre a la capital de Bolivia en su honor.

## Biografía
Antonio José Francisco de Sucre y Alcalá nació el 3 de febrero de 1795 en Cumaná, Capitanía General de Venezuela en ese entonces, de una familia cuyos ascendientes eran originarios de Bélgica y España. Fue hijo de Vicente de Sucre Pardo y García de Urbaneja, militar y político español y María Manuela Alcalá y Sánchez. Perdió a su padre y a su madre a los siete años de edad. Aún adolescente fue enviado a Caracas al cuidado de su padrino, el arcediano de la catedral, presbítero Antonio Patricio de Alcalá, para iniciar estudios de ingeniería militar en la Escuela de José Mires. En 1809, con su hermano Pedro, Francisco de Paula Avendaño y otros jóvenes, integró como cadete la compañía de Húsares Nobles de Fernando VII, en Cumaná, unidad organizada por Juan Manuel Cagigal y Mac Swing, gobernador de la provincia de Nueva Andalucía.

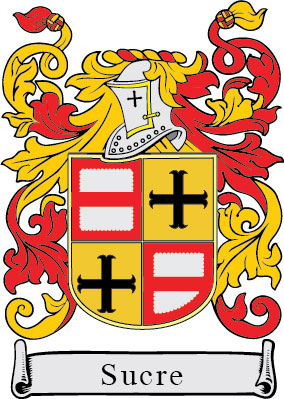
Escudo de armas de la familia Sucre.

En 1810, la Junta de Gobierno de Cumaná le confiere el empleo de subteniente de milicias regladas de infantería. Este grado fue ratificado por la Junta Suprema de Caracas el 6 de agosto de ese mismo año. En 1811 desempeña en Margarita el cargo de comandante de ingenieros. El 31 de julio de ese año recibió el despacho de teniente. En 1812 se halla en Barcelona, en calidad de comandante de la artillería. Allí, el 3 de julio del citado año, junto con otros ciudadanos notables, firmó el acta de la junta de guerra que se reunió aquel día para resolver lo conducente a la seguridad de la República, a raíz de los acontecimientos en Caracas (ofensiva de Domingo de Monteverde) y la ocupación de Cúpira por un grupo de partidarios de Fernando VII.
Tras la capitulación del general Francisco de Miranda, Sucre, amnistiado por Monteverde regresó a Cumaná, donde el nuevo gobernador realista Emeterio Ureña le extendió pasaporte para que se trasladase a Trinidad; pero no consta que hiciera uso de dicho documento. En 1813, bajo las órdenes del general Santiago Mariño, integra el grupo de republicanos conocido como los libertadores de oriente y participa en las operaciones para la liberación de aquella parte de Venezuela. Como edecán del general Mariño, en 1814, asiste a la conjunción de las fuerzas de oriente con las de occidente en los valles de Aragua. Ese año, su hermano Pedro fue fusilado en La Victoria por los realistas; y víctimas de José Tomás Boves mueren en Cumaná sus hermanos Vicente y Magdalena. No menos de 14 parientes inmediatos perecerán en la Guerra de Independencia. En 1815, tras combatir bajo las órdenes del general José Francisco Bermúdez en Maturín, pasa a Margarita y escapando del general Pablo Morillo, sigue a las Antillas y Cartagena. En esta plaza, con Lino de Pombo de jefe inmediato, dirige los trabajos de fortificación para la defensa de la ciudad contra el asedio realista de Pablo Morillo. En diciembre está en Haití. Cuando regresaba después a Venezuela naufraga en el golfo de Paria. En 1816, Mariño lo nombra jefe de su Estado Mayor y lo asciende a coronel. Este mismo jefe lo designa en 1817 comandante de la provincia de Cumaná. Ese año, después del Congreso de Cariaco (8 de mayo) desconoce la actuación de dicho cuerpo colegiado y la autoridad de Mariño y se traslada a Guayana, donde se pone bajo las órdenes de Simón Bolívar. El 17 de septiembre de ese mismo año recibió de Bolívar la designación de gobernador de la Antigua Guayana y comandante general del Bajo Orinoco, y también el encargo de organizar un batallón con el nombre Orinoco.
Empezaba su carrera de gobierno en la cual desempeñaría todos los cargos de la Administración civil hasta presidente de la República en Bolivia. El 7 de octubre de 1817 recibió el nombramiento de jefe de Estado Mayor de la división de la provincia de Cumaná, bajo las órdenes del general Bermúdez, nombrado comandante de la citada gran unidad. Estos nombramientos tenían, además, la finalidad de reducir la disidencia que reinaba en Cumaná. «El general Bermúdez y Vd. van a hacer cosas grandes en Cumaná y quizás algún día serán llamados los salvadores de su país», dijo Bolívar a Sucre en aquella ocasión. En agosto de 1819 fue ascendido a general de brigada por el vicepresidente de Venezuela, Francisco Antonio Zea; grado que será ratificado por Bolívar el 16 de febrero de 1820. Viaja a las Antillas comisionado para adquirir material de guerra; misión que cumple con éxito. Ese mismo año desempeña, interinamente, la cartera de Guerra y Marina y es jefe titular del Estado.

## El Armisticio de Santa Ana
Tras la liberación de la Nueva Granada y creada la República de Colombia, Bolívar firma con el general español Pablo Morillo, el 26 de noviembre de 1820, un Armisticio, así como un Tratado de Regularización de la Guerra. Sucre redactó este Tratado de Armisticio y Regularización de la Guerra, considerado por Bolívar como "el más bello monumento de la piedad aplicada a la guerra". La importancia de los documentos redactados por Sucre, en lo que significó su primera actuación diplomática, fue la paralización temporal de las luchas entre los patriotas y los realistas, y el fin de la guerra a muerte iniciada en 1813. El Armisticio de Santa Ana le permitió ganar tiempo a Bolívar para preparar la estrategia de la Batalla de Carabobo, que aseguró la independencia venezolana. El documento, marcó un hito en derecho internacional, pues Sucre, fijó mundialmente el trato humanitario que desde entonces empezaron a recibir los vencidos por los vencedores en una guerra. De esta forma se convirtió en pionero de los derechos humanos. Fue de tal magnitud la proyección del tratado que Bolívar en una de sus cartas escribió: "este tratado es digno del alma de Sucre. El Tratado de Armisticio tenía por objeto suspender las hostilidades para facilitar las conversaciones entre los dos bandos, con miras a concertar la paz definitiva". El Armisticio se firmó por seis meses y obligaba a ambos ejércitos a permanecer en las posiciones que ocupaban en el momento de su firma ."..Por el cual desde ahora en adelante se hará la guerra entre España y Colombia como la hacen los pueblos civilizados".

## Emancipación de Ecuador, Perú y Bolivia
Comenzó entonces la campaña de liberación de Ecuador, que tuvo su culminación en la batalla de Pichincha librada el 24 de mayo de 1822. Con esta victoria de Sucre se consolidó la independencia de la Gran Colombia, se consumó la de Ecuador y quedó el camino listo para la batalla contra las últimas fuerzas realistas que quedaban en el Perú. Tras una reunión en Guayaquil entre Simón Bolívar y San Martín, este último cede parte de su ejército al primero, y se retira definitivamente de las batallas de la emancipación hispanoamericana. Así, Sucre llegó y entró en Lima en 1823, precediendo a Bolívar. El 1 de diciembre de 1823 llegó a Yungay, estableciéndose en él por ser el punto céntrico del acantonamiento. Acomodó en sus inmediaciones a los batallones "Voltígeros de la Guardia" y "Pichincha" a los que la población avitualló y pertrechó hasta ponerlos en condiciones de marchar el 25 de febrero hacia Huánuco. Participó junto a Bolívar el 6 de agosto de 1824 en la batalla de Junín y, el 9 de diciembre del mismo año, venció al virrey José de la Serna en Ayacucho, acción que significó el fin del dominio español en el continente sudamericano. El Parlamento peruano lo nombró gran mariscal y general en jefe de los Ejércitos.
Al frente de estos se marchó al Alto Perú, donde, junto a los líderes libertarios, fundó la República de Bolívar (después denominada República de Bolivia) en homenaje al Libertador, a quien encargó la redacción de su Constitución, la cual fue promulgada en 1826 bajo la premisa de ser "la Constitución más liberal del mundo. " Al frente del Gobierno boliviano, Sucre promulgó leyes progresistas; ejecutó la división política del país de acuerdo con la Constitución propuesta por Simón Bolívar; impulsó la instrucción pública; organizó el aparato administrativo; y, encaminó ambiciosos programas para la recuperación económica. El 18 de abril de 1828, estalló un motín en Chuquisaca. El Mariscal Sucre fue herido de dos balazos. Este incidente ocasionó que el Mariscal tomara la decisión de abandonar el cargo de Presidente de Bolivia para evitar rencillas y contribuir a la pacificación de la República. La Asamblea local lo nombró presidente vitalicio, pero dimitió en 1828 a raíz de los motines y la presión de los peruanos opuestos a la independencia boliviana. Se retiró entonces a Ecuador acompañado de su hija María Teresa y de su esposa, Mariana Carcelén de Guevara y Larrea, Marquesa de Solanda y de Villarocha.

## Campaña del Ecuador

Antonio José de Sucre luchó en la Independencia de Quito.

El 11 de enero de 1821, en Bogotá, Sucre fue nombrado por Bolívar comandante del Ejército del Sur, en reemplazo del general Juan Manuel Valdés; era la fuerza que, desde 1820, operaba en Popayán y Pasto. Sucre no recibió el cargo porque las razones de índole estratégica y política hicieron que Bolívar anulase tal designación y le diese comisión para marchar a Guayaquil, donde reemplazaría al general José Mires y asumiría la misión que se le había encomendado: la de hacer que dicha provincia se incorporase a la República de la Gran Colombia y tomar el mando de las tropas que hubiese en Guayaquil, como pasos previos para la liberación de Quito, que era el propósito principal de las operaciones que se ejecutasen. El 6 de abril llegó Sucre a Guayaquil y al presentarse ante la Junta de Gobierno, expuso la razón de su presencia allí y de la idea de una unión de la provincia con Colombia. El 15 del mismo mes fue celebrado un tratado entre Sucre (por Colombia) y José Joaquín de Olmedo, Francisco Roca y Rafael Jimena, miembros de la Junta. El tratado estipulaba que Guayaquil mantendría su soberanía, pero bajo la protección de Colombia. En aquella oportunidad Sucre quedó facultado para abrir la campaña contra los realistas, y con tal motivo, Guayaquil le ofreció todos los recursos disponibles para liberar a Quito.
El 19 de agosto de 1821 se da la batalla de Yaguachi (o de Cone) entre tropas independentistas guayaquileñas de la División Protectora de Quito y refuerzos grancolombianos, liderados por Sucre contra las tropas realistas del coronel Francisco González. Sucre vence a los españoles y aseguró la independencia definitiva de la Provincia Libre de Guayaquil.
Las tropas de Sucre tras haber vencido en Yaguachi avanzan hacia Quito, los españoles al mando del mariscal de campo Melchor de Aymerich los seguían de cerca y tomaron posiciones en un terreno llamado Huachi donde ya habían derrotado a fuerzas guayaquileñas un año atrás. El 12 de septiembre de 1821, tras un breve contacto entre ambas fuerzas, los realistas intentaron huir. El general José Mires permitió a los batallones Albión y Guayaquil perseguir a los realistas, pero estos fueron atacados por la caballería e infantería realista que dio vuelta y cercó a los batallones patriotas. Con el ejército patriota en desorden y Sucre herido y salvado a duras penas de caer prisionero por su edecán Manuel Jordán Valdivieso, los patriotas se volvieron a Guayaquil, dejando en el campo de batalla a muchos hombres y pertrechos. Los realistas detuvieron el avance hacia Quito de los independentistas.

## Batalla de Pichincha

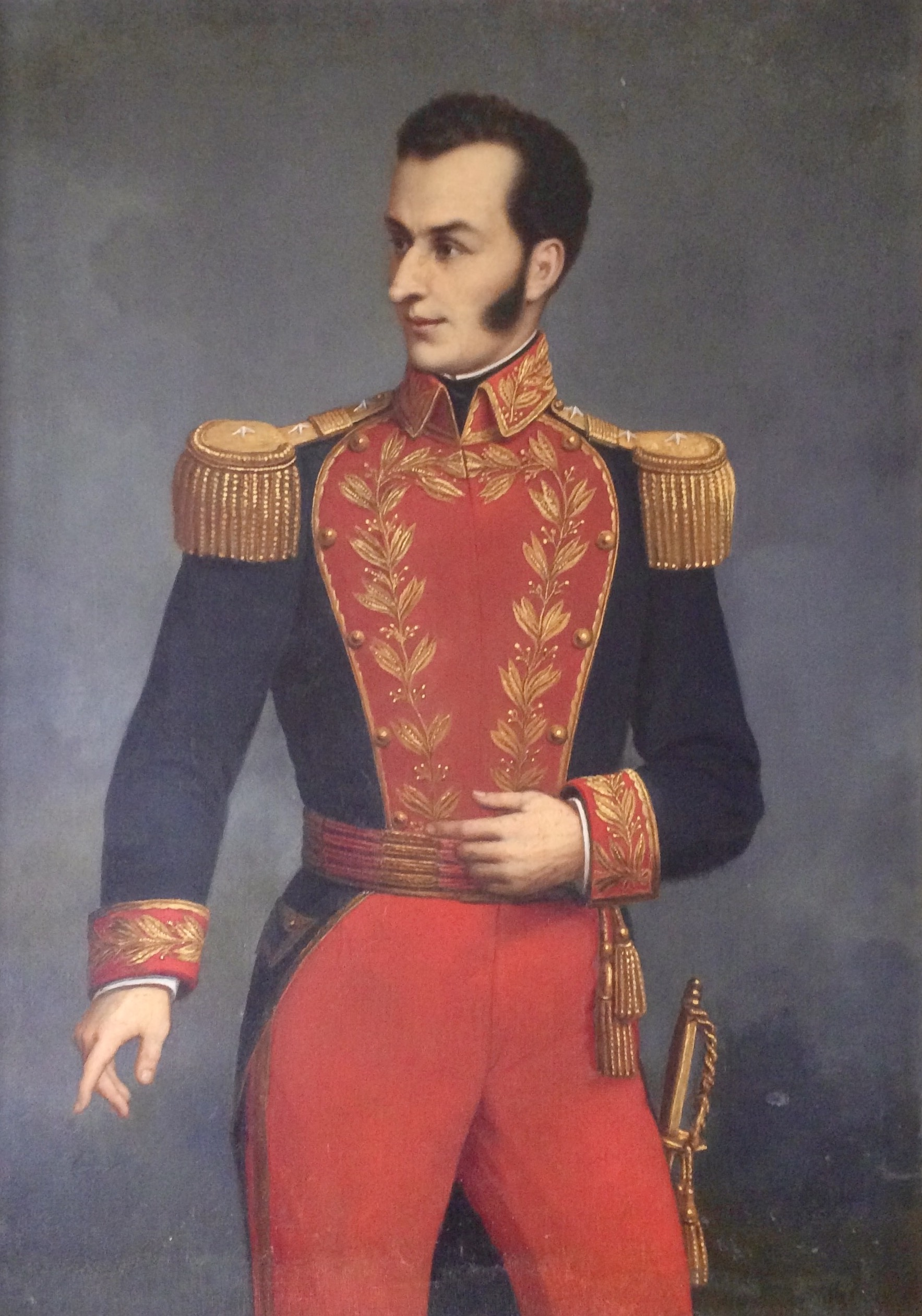
Antonio José de Sucre, óleo sobre lienzo (anónimo,). Museo Casa de Sucre, Quito.

La Batalla del Pichincha ocurrió el 24 de mayo de 1822, en las faldas del volcán Pichincha, a más de 3000 metros sobre el nivel del mar, arriba de la ciudad de Quito, en el Ecuador actual. El encuentro, que ocurrió en el contexto de las Guerras de Independencia Hispanoamericana, enfrentó al ejército independentista bajo el mando del general venezolano Antonio José de Sucre y al realista, comandado por el Mariscal de Campo Melchor de Aymerich. La derrota de las fuerzas realistas leales a España condujo a la liberación de Quito y aseguró la independencia de las provincias que pertenecían a la Real Audiencia de Quito, también conocida como la Presidencia de Quito, la jurisdicción administrativa colonial española de la que finalmente emergió la República del Ecuador. Al amanecer, sin que Sucre lo supiera, los centinelas apostados cerca de Quito avistaron a las tropas independentistas ascendiendo por las laderas del Pichincha. Aymerich, entonces consciente de la intención de Sucre de flanquearlo mediante el ascenso al volcán, ordenó a su ejército de 1894 hombres subir por la montaña lo más pronto posible, para oponerse ahí a Sucre.
Al haberse encontrado en un campo de batalla tan improbable, los dos comandantes no tuvieron otra opción más que enviar gradualmente sus tropas a la batalla. Existía poco espacio para maniobrar en las empinadas laderas del Pichincha, entre profundos barrancos y densos matorrales. Los hombres del Paya, tras recuperarse de la conmoción inicial, se reposicionaron bajo el fuego enemigo, siendo reforzados con la llegada del batallón peruano Trujillo. Sucre, que solo esperaba que los españoles estuviesen más cansados que sus propias tropas, envió al batallón Yaguachi, conformado por ecuatorianos. El batallón Alto Magdalena trató de hacer un movimiento de flanqueo, pero sin éxito, pues el terreno no se lo permitió. Pronto, los batallones Paya, Trujillo y Yaguachi, sufriendo muchas bajas y con pocas municiones, comenzaron a replegarse. Para entonces el destino de la batalla para los Patriotas parecía depender del Albión, que transportaba las municiones tan necesarias; sin embargo, se desconocía su paradero. A medida que pasaba el tiempo, los Realistas parecían ganar el control de la batalla. El otro batallón peruano Piura fue obligado a retroceder. En medio de la desesperación, a los hombres de reserva del batallón Paya se les ordenó cargar contra el enemigo con sus bayonetas. Ambos bandos sufrieron grandes bajas, pero la situación se estabilizó más o menos para los Patriotas. A pesar de esto, Aymerich, como parte de su estrategia, durante el ascenso al Pichincha separó de su fuerza principal al batallón Aragón, ordenándole avanzar hasta la cúspide del volcán, para así luego atacar a los Patriotas por la retaguardia, rompiendo sus líneas en el momento adecuado. El Aragón era el mejor batallón del ejército realista; estaba formado por veteranos españoles que habían actuado tanto en la Guerra de la Independencia Española como en otras batallas en América del Sur, y en ese momento estaba más arriba de los Patriotas y listo para atacar. Afortunadamente para los Patriotas, cuando el Aragón iba a cargar sobre la decaída línea Patriota, el Albión les detuvo en seco, al entrar en la batalla de forma imprevista. Así, el Albión consiguió avanzar a una posición más alta que la de los españoles. Pronto se unió a la batalla el Magdalena, y el Aragón, tras sufrir fuertes bajas, se deshizo. Entonces el Magdalena avanzó hasta la línea Patriota para reemplazar al Paya, y cargó contra la línea Realista, que acabó por romperse".
Las consecuencias de la batalla fueron bastante significativas. El 25 de mayo de 1822 Sucre entró con su ejército en la ciudad de Quito, donde aceptó la rendición de todas las tropas españolas establecidas en el territorio que el gobierno de Colombia llamaba "Departamento de Quito", al considerarlo como parte integral de la República de Colombia desde su creación el 17 de diciembre de 1819.
Cuando Sucre recapturó Cuenca el 21 de febrero, obtuvo de su Consejo local un decreto en el cual se proclamaba la integración de su ciudad y provincia a la República de Colombia. Entonces, con la rendición de Quito, que a su vez puso fin a la resistencia Realista en la provincia norteña de Pasto, Bolívar pudo entrar en la ciudad, cosa que finalmente hizo el 16 de junio de 1822. Entre el entusiasmo general de la población, la antigua Provincia de Quito se incorporó a la República de Colombia. Por su parte Guayaquil, que aún no había decido su futuro, con la presencia tanto de Bolívar como del victorioso ejército Grancolombiano en su territorio, proclamó la incorporación de Guayaquil a la Gran Colombia el 13 de julio de 1822.

### La Capitulación de Pichincha

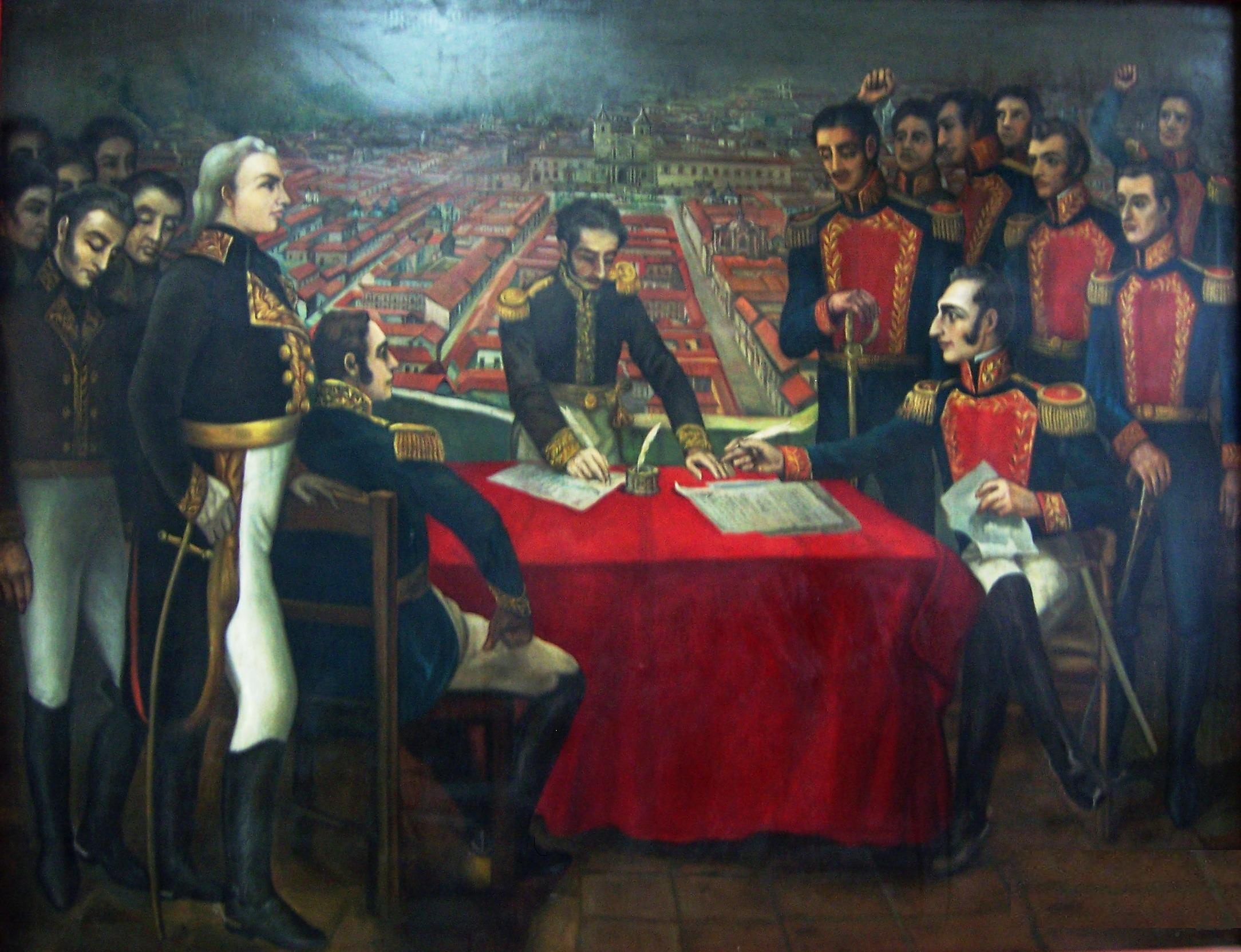
La capitulación de la batalla de Pichincha, óleo sobre lienzo de Antonio Salas.

A las doce del día bajo un sol resplandeciente, los soldados de la libertad en la cima del Pichincha, a más de 3000 metros de altura, dieron el grito de victoria. La victoria fue de Sucre, y se completó con la capitulación que la autoridad patriota concedió al Mariscal Aymerich el 25 de mayo del mismo año. Con las operaciones cuyas acciones finales se produjeron en las faldas del Pichincha y en la ciudad de Quito, Sucre decidió a su favor la vacilante y delicada situación de Guayaquil; dio libertad al territorio que conforma hoy la República de Ecuador, y facilitó su incorporación a la Gran Colombia. El 18 de junio de ese año, Bolívar le asciende a general de división y le nombra intendente del departamento de Quito. Al frente de los destinos de Ecuador desarrolla una positiva obra de progreso: funda la Corte de Justicia de Cuenca y en Quito el primer periódico republicano de la época: "El Monitor". Instala en esa ciudad la Sociedad Económica. De su actividad personal es buena prueba que, el 6 de septiembre de 1822 expidió y firmó en Quito 52 comunicaciones. Interesado por la educación puede afirmar que halló en Cuenca 7 escuelas y dejó 20.

### Perú solicita ayuda a la Gran Colombia
Tras la retirada de José de San Martín, el Congreso Constituyente nombró como presidente de la Junta de Gobierno al general José de La Mar. Este comprometió buena parte del ejército en campañas ambiciosas que fracasaron en las batallas de Tarata y Moquegua, dejando al gobierno peruano en una delicada condición militar. Las derrotas militares y las pugnas políticas entre los patriotas peruanos debilitaron las fuerzas independentistas peruanas. El gobierno de Riva Agüero fue presionado por la opinión pública para que solicitara la intervención de Bolívar. El Libertador, que se encontraba en Guayaquil vigilando los acontecimientos en Perú, envió a las primeras solicitudes peruanas los 6000 hombres que ya tenía preparados en Ecuador en dos expediciones sucesivas de 3000 hombres, con el general Sucre al mando de las fuerzas y encargado de negociar con el Perú los términos en que La Gran Colombia intervendría en la guerra.

## Navidad negra. Masacre de civiles en Pasto
Durante la Campaña de Pasto, por orden de Simón Bolívar, la ciudad de Pasto fue tomada por las tropas comandadas por Antonio José de Sucre el 24 de diciembre de 1822. Durante tres días los soldados patriotas del batallón Rifles saquearon la ciudad, destruyeron archivos públicos, libros parroquiales y asesinaron a más de 400 civiles, hombres, mujeres, ancianos y niños, una cuarta parte de la población. La masacre es conocida en Colombia como la Navidad Negra y recordada en el Carnaval de Blancos y Negros”.

## La batalla de Junín

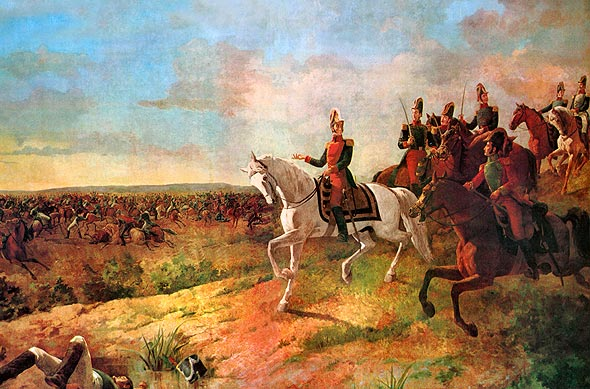
Batalla de Junín, óleo sobre lienzo.

La batalla de Junín fue uno de los últimos enfrentamientos que sostuvieron los ejércitos realistas e independentistas en el proceso de la independencia del Perú. La batalla se desarrolló en la pampa de Junín en el actual departamento de Junín, el 6 de agosto de 1824; la victoria de los independentistas, aumentó la moral de estos. En 1824 los realistas mantenían en su poder la sierra central y el Alto Perú (hoy Bolivia). Simón Bolívar, Libertador y Presidente de la Gran Colombia continuó la guerra de emancipación con el Perú. Bolívar tenía un ejército de 8000 hombres, equivalente en número al realista, pero las fuerzas realistas estaban dispersas entre el valle del Mantaro y Alto Perú. Esto fue debido a la sublevación en el Alto Perú del general realista Olañeta que fracturó la defensa del virreinato y obligó al virrey a mandar sobre el Alto Perú parte importante de sus ejércitos, unos 5000 regulares, bajo el mando de Jerónimo Valdez, que tenían su base en Puno. Bolívar, conocedor de esta ventaja, aprovechó la oportunidad para aislar a las solitarias fuerzas realistas situadas en el norte. En junio de 1824, Bolívar enfila su ejército hacia la sierra central del Perú para enfrentarse con el general realista José de Canterac.
El Ejército Libertador contaba con 6000 grancolombianos y 4000 peruanos que tenían rumbo hacia el sur del continente. En Junín, el 6 de agosto de 1824, chocan ambos ejércitos. No se disparó un solo tiro. La lucha fue con espadas y lanzas. Junín se convirtió en una gran victoria para el Libertador. Mientras las tropas grancolombianas desembarcaban en el puerto de El Callao bajo el mando del general Antonio José de Sucre, el general Andrés de Santa Cruz, que hasta poco tiempo antes había luchado en las filas realistas, fue enviado a engrosar las tropas de Sucre, iniciando su marcha hacia el Alto Perú. En agosto de 1823 ingresó en la ciudad de La Paz, y forzado a librar combate, Santa Cruz sale victorioso en la batalla de Zepita contra una división del general Valdez, el 25 de agosto de 1823.
El panorama no podía ser más sombrío para los patriotas. La independencia del Perú no estaba consolidada, ya que el 29 de febrero de 1824 los realistas lograron ocupar nuevamente Lima. Pero esta vez, las conmociones políticas que vivía España influyeron decididamente para el fraccionamiento de las tropas españolas en América. El general Pedro Antonio Olañeta, absolutista recalcitrante, se rebeló contra el virrey La Serna, que era de tendencia liberal y constitucionalista, porque le atribuía a este el deseo de separarse de la monarquía para liberar a Perú del absolutismo que quería imponer Olañeta. Bolívar, encontró a los realistas divididos y organizó prontamente un ejército formado por colombianos. La batalla de Junín del 6 de agosto de 1824 levantó la moral del ejército patriota y fue decisiva en la siguiente batalla de Ayacucho. El general Sucre, que marchaba al frente de la infantería, cuando llegó al campo de Junín, oyó los gritos de alegría por el triunfo. Todo el enfrentamiento duró aproximadamente cuarenta y cinco minutos a una altitud de 4100 metros sobre el nivel del mar. El triunfo en la Pampa de Junín haría renacer la moral entre el ejército unido, gracias a las lanzas de los llaneros grancolombianos (Colombianos y Venezolanos), que brillaron en los nevados Andes peruanos.

"General Sucre... Diga usted Libertador... La oportunidad que yo esperaba se ha presentado. El general español Pedro Olañeta y su ejército de cuatro mil hombres desconoce la autoridad del Virrey. Por mucho tiempo Olañeta ha gobernado el alto Perú y resiente la autoridad de la Serna. Ya el Virrey no tiene doce mil soldados, como tenía antes, sino apenas ocho mil, que luchan ahora contra los otros cuatro. ¡Llegó la hora!" (Diálogo de Bolívar con Sucre antes de la Batalla).

### Sucre, jefe militar supremo
Al llegar la primera expedición grancolombiana al puerto de El Callao, Santa Cruz y Gamarra se encontraban en una ofensiva cerca de La Paz con casi todas las fuerzas peruanas. Lima había sido dejada casi desguarnecida por el ejército peruano, situación que aprovechó el Brigadier Canterac para organizar un ejército de 8000 hombres en Jauja con el que marchó sobre la capital, entrando en Lima el 18 de junio. El congreso nombró a Sucre general en jefe, quien contando el 18 de junio con solo 3700 hombres, evacuó la ciudad para El Callao. En los días siguientes hubo varios encuentros entre las avanzadas de ambas fuerzas, incluyendo un sangriento combate en el Carrizal y la Legua el 1 de julio. El 21 de junio el congreso peruano proclamó a Sucre Jefe Supremo Militar del Perú. En la Batalla de Corpahuaico, ocurrida el día 3 de diciembre, las fuerzas de retaguardia del Ejército Unido Libertador del Perú del general Sucre son derrotadas por los cuerpos avanzados del Ejército Realista al mando de Jerónimo Valdés.

## La batalla de Ayacucho

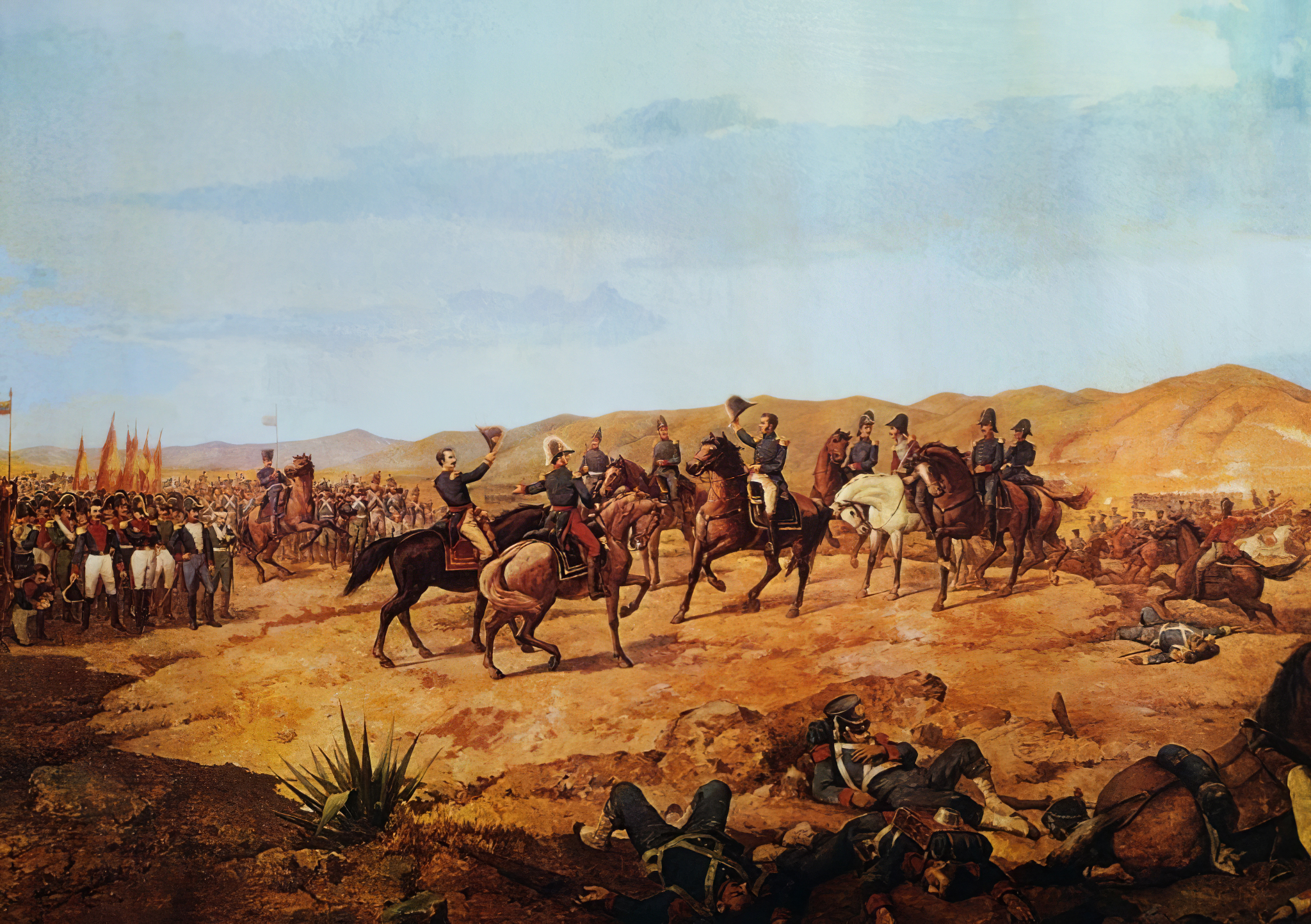
Batalla de Ayacucho, óleo sobre lienzo de Martín Tovar y Tovar.

La Batalla de Ayacucho fue el último gran enfrentamiento dentro de las campañas terrestres de las  Guerras de Independencia Hispanoamericana (1809-1826). La batalla se desarrolló en la Pampa de la Quinua en el departamento de Ayacucho, Perú, el 9 de diciembre de 1824. La victoria de los independentistas,  significó la desaparición del último virreinato que seguía en pie, el del Perú, y puso fin al dominio colonial español en Sudamérica; se cerraba la Independencia del Perú. Así finalizaban las batallas de la independencia del Perú, con una capitulación militar que se transformaría años más tarde en tratado diplomático firmado en París el 14 de agosto de 1879. Antes del inicio de la batalla, el general Antonio José de Sucre arengaba a sus tropas:

"¡Soldados!, de los esfuerzos de hoy depende la suerte de América del Sur; otro día de gloria va a coronar vuestra admirable constancia. ¡Soldados!: ¡Viva el Libertador! ¡Viva Bolívar, Salvador del Perú!."
Antonio José de Sucre

El dispositivo organizado por Canterac preveía que la división de vanguardia rodease en solitario la agrupación enemiga cruzando el río Pampas para sujetarla, mientras el resto del ejército realista descendía frontalmente desde el cerro Condorcunca, abandonando sus posiciones defensivas. Sucre se dio cuenta inmediatamente de la arriesgada maniobra, y con la división de Córdova acometió directamente a la masa desorganizada de tropas realistas, que sin poder formarse para la batalla descendían en hileras de las montañas. Los violentos choques de las formaciones de línea empujaron a los dispersos tiradores de la división de Villalobos, quienes arrastraron en su retirada a las masas de milicianos sin que tampoco el grueso de la división de Monet ni la división de Reserva, que permanecían en la montaña, tuvieran alguna oportunidad de participar en la batalla. En el otro extremo, la segunda división de José de La Mar más la tercera división de Jacinto Lara detuvieron juntas la acometida de los veteranos de la división de vanguardia de Valdés. La batalla estaba ganada para los independentistas, el ejército Real del Perú destruido, y el Virrey herido, fue hecho prisionero. A la una de la tarde, la batalla de Ayacucho había terminado con el rotundo triunfo del ejército de la libertad. El telón colonial había caído para siempre en la pampa de la Quinua, escenario de uno de los momentos estelares de la humanidad. Pero siguieron sucediéndose los duelos de cortesía y de humanidad. Cuando el Virrey La Serna, herido y apresado entregó su espada, el general Sucre la rechazó diciéndole: "Honor al vencido. Que continué en manos del Valiente". Luego, los términos de la Capitulación no pudieron ser más generosos ni caballerosos. Así se mostró que la nobleza y la hidalguía eran tan sudamericanas como españolas.

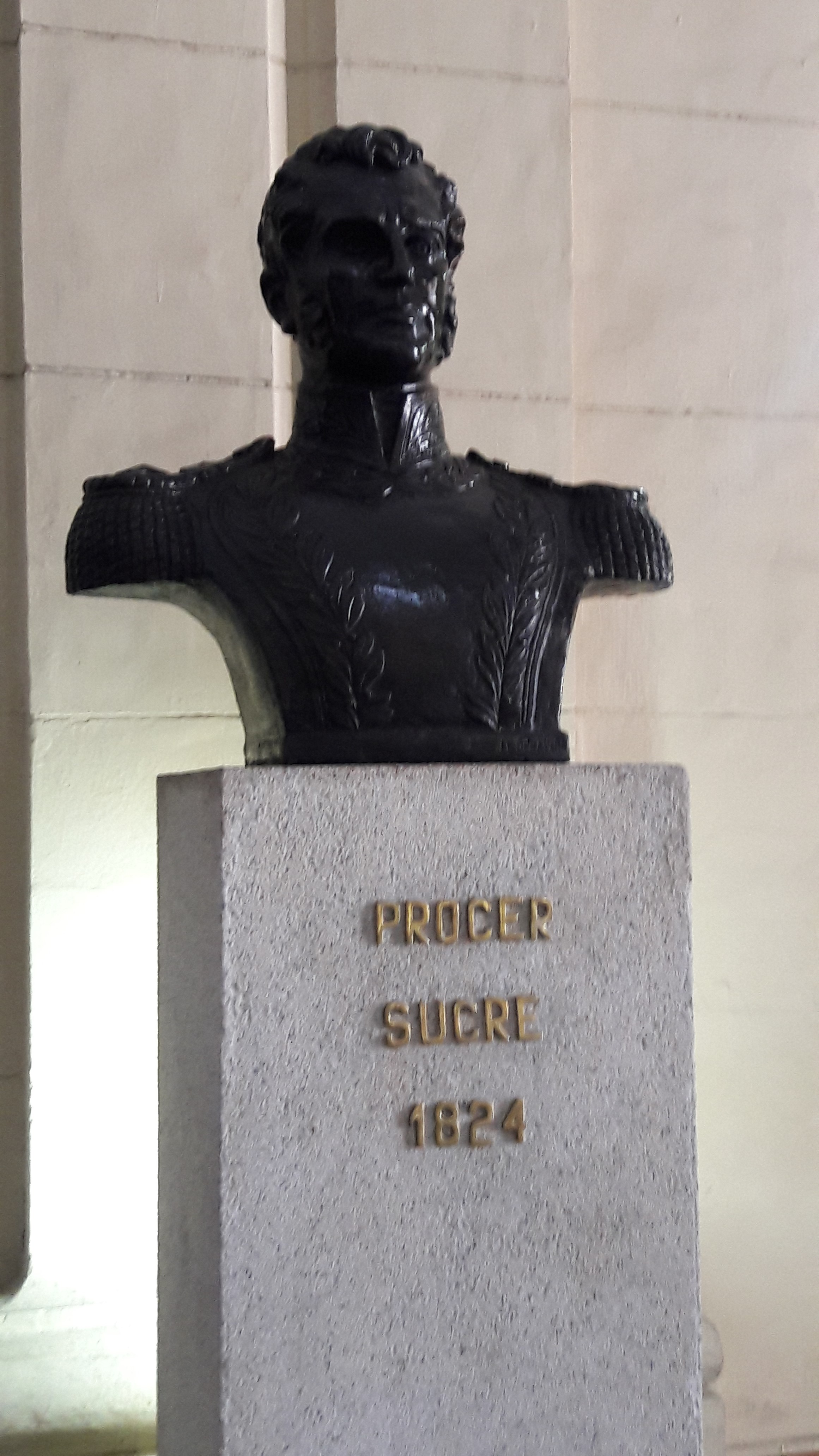
Efigies de Sucre en el Panteón de los Próceres en Lima.

Bolívar convocaba desde Lima al Congreso de Panamá, el 7 de diciembre, para la unidad de los nuevos países independientes. El proyecto fue ratificado únicamente por la Gran Colombia. Cuatro años más tarde la Gran Colombia a causa de una escasa visión institucional y del personalismo de Bolívar se desmembró siguiendo el proceso desintegrador del movimiento independentista. A raíz de la victoria de Ayacucho, en la que participaron 5.780 soldados, el Mariscal Sucre entra triunfante en el Cuzco y liberta después las provincias del Alto Perú. En 1825 convoca a los representantes de dichas provincias para reunirse en asamblea, y con la aquiescencia de Bolívar ésta decide la creación de Bolivia. Es significativa la obra cumplida por el mariscal Sucre en Bolivia, especialmente en la organización de la Hacienda Pública y de la administración general. Se empeñó en promover la libertad de los esclavos y el reparto de tierras a los indios, y sobre todo en beneficio de la educación y la cultura. Ante el Congreso fue categórico al declarar que: "Persuadido de que un pueblo no puede ser libre, si la sociedad que lo compone no conoce sus deberes y sus derechos, he consagrado un cuidado especial a la educación pública". En el transcurso de las 13 semanas que van del 3 de febrero al 5 de mayo de 1826, dio a Bolivia 13 decretos referentes a la creación de colegios de ciencias y artes, más institutos para huérfanos y huérfanas en todos los departamentos, y a establecer escuelas primarias en todos los cantones de la República. La historia recoge la cuenta de su orgullo: "La educación pública es lo que ha hecho más progresos. Los colegios quedan establecidos y marchan bien en todas las capitales de los departamentos, donde también se han abierto escuelas de enseñanza mutua que adelantan rápidamente. En 1829 la República requiere sus servicios para mandar el ejército que debe enfrentar la ofensiva peruana en el sur del Ecuador. Triunfa en la batalla del Portete de Tarqui y ofrece a los vencidos una capitulación que es modelo de generosa fraternidad americanista, fiel a su lema que "Nuestra justicia era la misma antes y después de la batalla". Su hija Teresita, que vivirá solo 2 años, nació el 10 de julio de 1829. En La Paz había nacido un hijo natural suyo y de Rosalía Cortés, José María, el 13 de enero de 1826. La provincia de Cumaná, de su permanente afecto, lo escogió como su representante al Congreso. En camino a Bogotá tiene conocimiento de la agitación separatista que José Antonio Páez fomenta en Venezuela. En la difícil circunstancia de 1830, se destaca en el quehacer político por su consecuencia hacia la persona y la obra de Bolívar. El Congreso Admirable, reunido en Bogotá, lo elige su presidente en enero de ese año; en febrero, el mismo cuerpo le encarga una misión conciliadora ante el Gobierno de Venezuela que se reúne en Cúcuta.

### La capitulación de Ayacucho

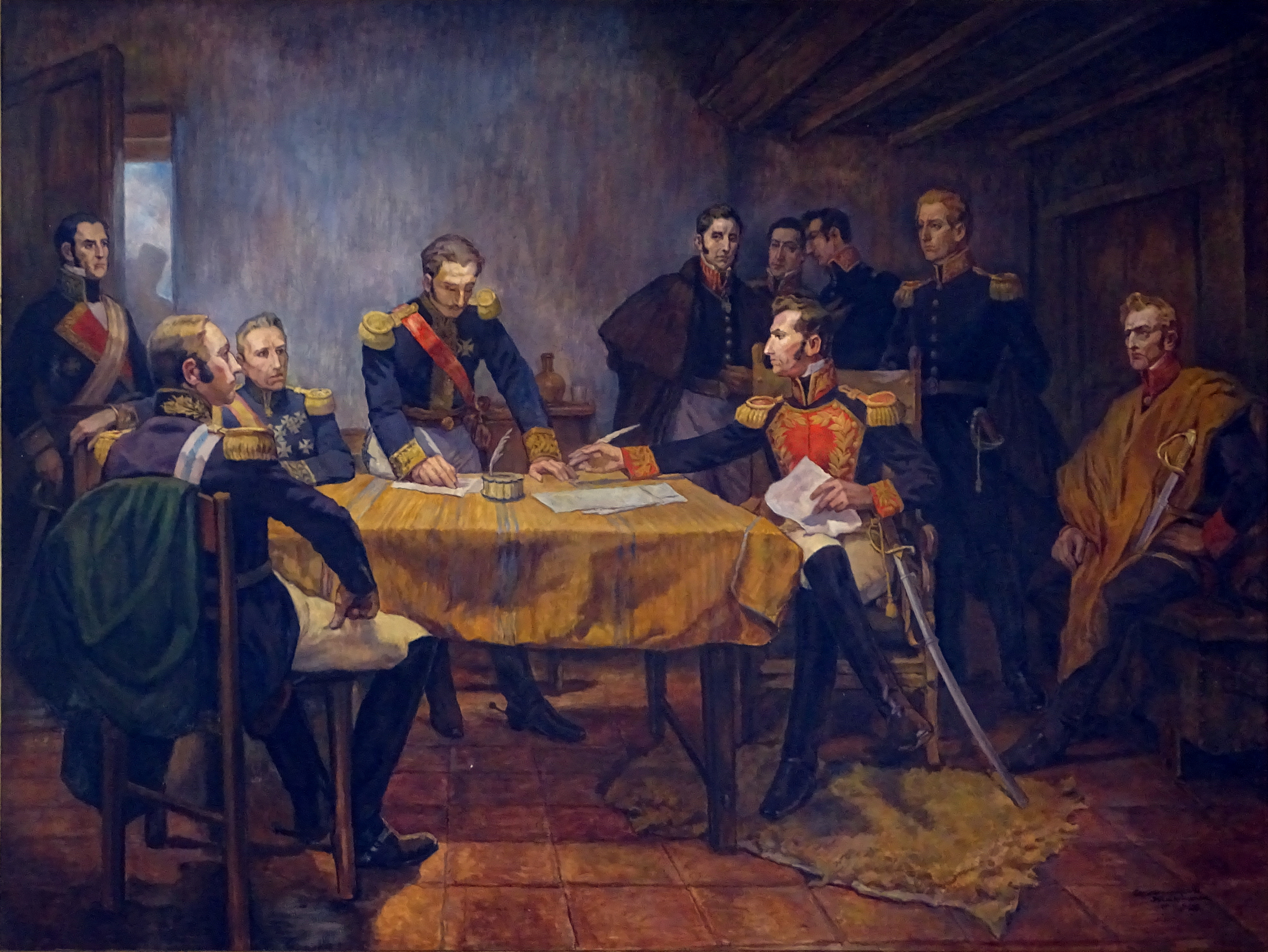
Capitulación de Ayacucho, óleo de Daniel Hernández.

Es el tratado firmado por el jefe de Estado mayor José de Canterac y Sucre después de la batalla de Ayacucho, el 9 de diciembre de 1824. Sus principales consecuencias fueron varias:
- 1.º La Capitulación únicamente del Ejército bajo su mando.
- 2.º La permanencia Realista en el Callao.
- 3.º Perú, nace a la vida independiente, con una deuda económica a los países que contribuyeron militarmente a su independencia.

"Don José Canterac, teniente general de los reales ejércitos de S. M. C., encargado del mando superior del Perú por haber sido herido y prisionero en la batalla de este día el excelentísimo señor virrey don José de La Serna, habiendo oído a los señores generales y jefes que se reunieron después que, el ejército español, llenando en todos sentidos cuanto ha exigido la reputación de sus armas en la sangrienta jornada de Ayacucho y en toda la guerra del Perú, ha tenido que ceder el campo a las tropas independientes; y debiendo conciliar a un tiempo el honor a los restos de estas fuerzas, con la disminución de los males del país, he creído conveniente proponer y ajustar con el señor general de división de la República de Colombia, Antonio José de Sucre, comandante en jefe del ejército unido libertador del Perú"" La Batalla de Ayacucho fue la última batalla del proceso emancipador. Bajo las órdenes de Sucre combatió una efectiva representación de la unidad continental en oficiales provenientes de Venezuela, Colombia, Ecuador, Panamá, Argentina, Perú, Bolivia, Paraguay, Chile, Uruguay, Guatemala y México; además de otros procedentes de distintas naciones de Europa.

### Reconocimientos por la victoria de Ayacucho

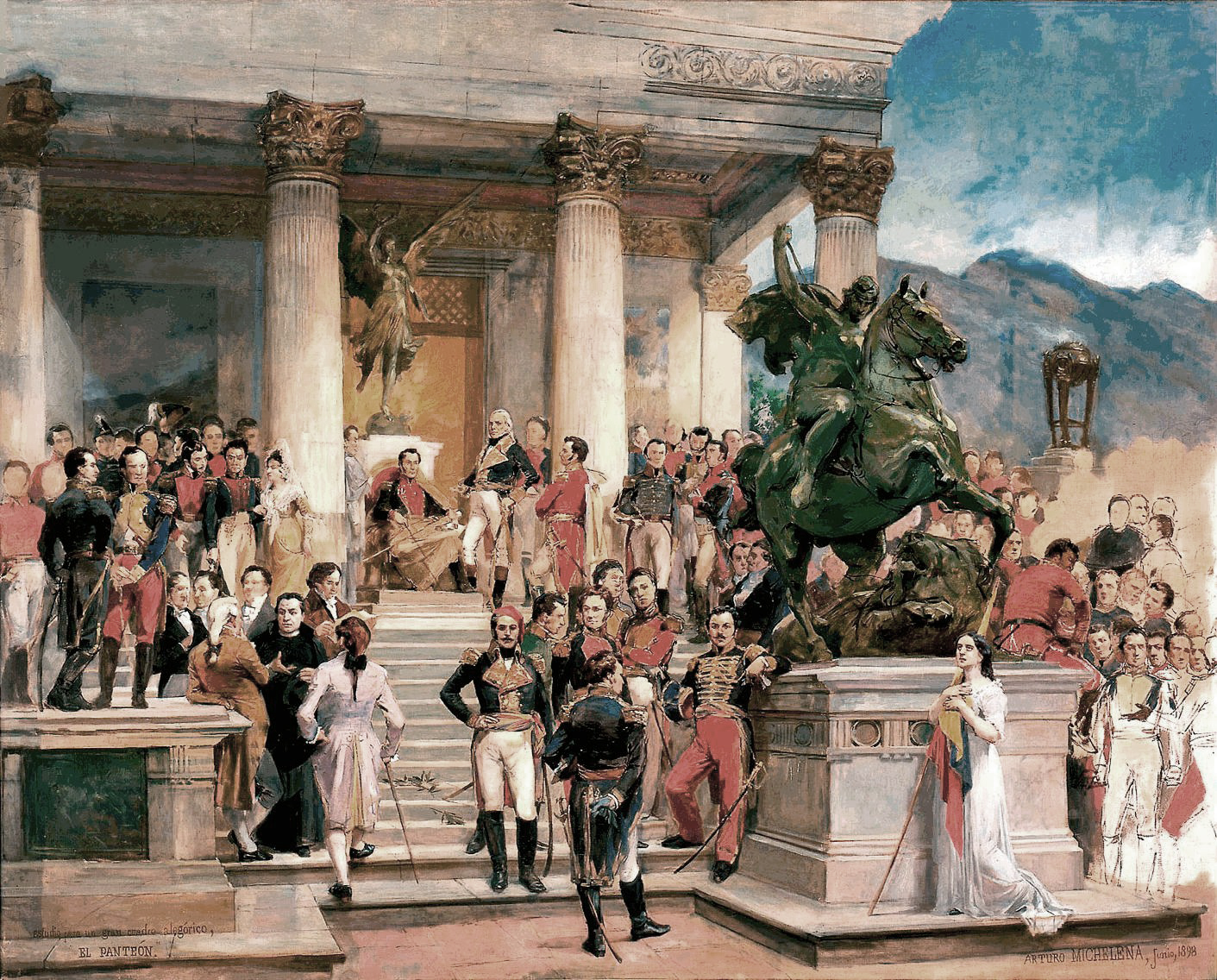
El panteón de los héroes, óleo de Arturo Michelena.

Bolívar, quien redactó y publicó en 1825 su "Resumen Sucinto de la Vida del General Sucre", único trabajo en su género realizado por el Padre de la Patria, no escatimó elogios ante la hazaña culminante de su fiel lugarteniente:

"La batalla de Ayacucho es la cumbre de la gloria americana, y la obra del general Sucre. La disposición de ella ha sido perfecta, y su ejecución divina". Las generaciones venideras esperan la victoria de Ayacucho para bendecirla y contemplarla sentada en el trono de la libertad, dictando a los americanos el ejercicio de sus derechos, y el imperio sagrado de la naturaleza".

"Usted está llamado a los más altos destinos, y yo preveo que usted es el rival de mi Gloria".

"El Congreso de Colombia hizo entonces a Sucre general en jefe, y el Congreso de Perú le dio el grado de gran mariscal de Ayacucho".

## La creación de Bolivia

### Entrada del Mariscal Sucre a la Real Audiencia de Charcas

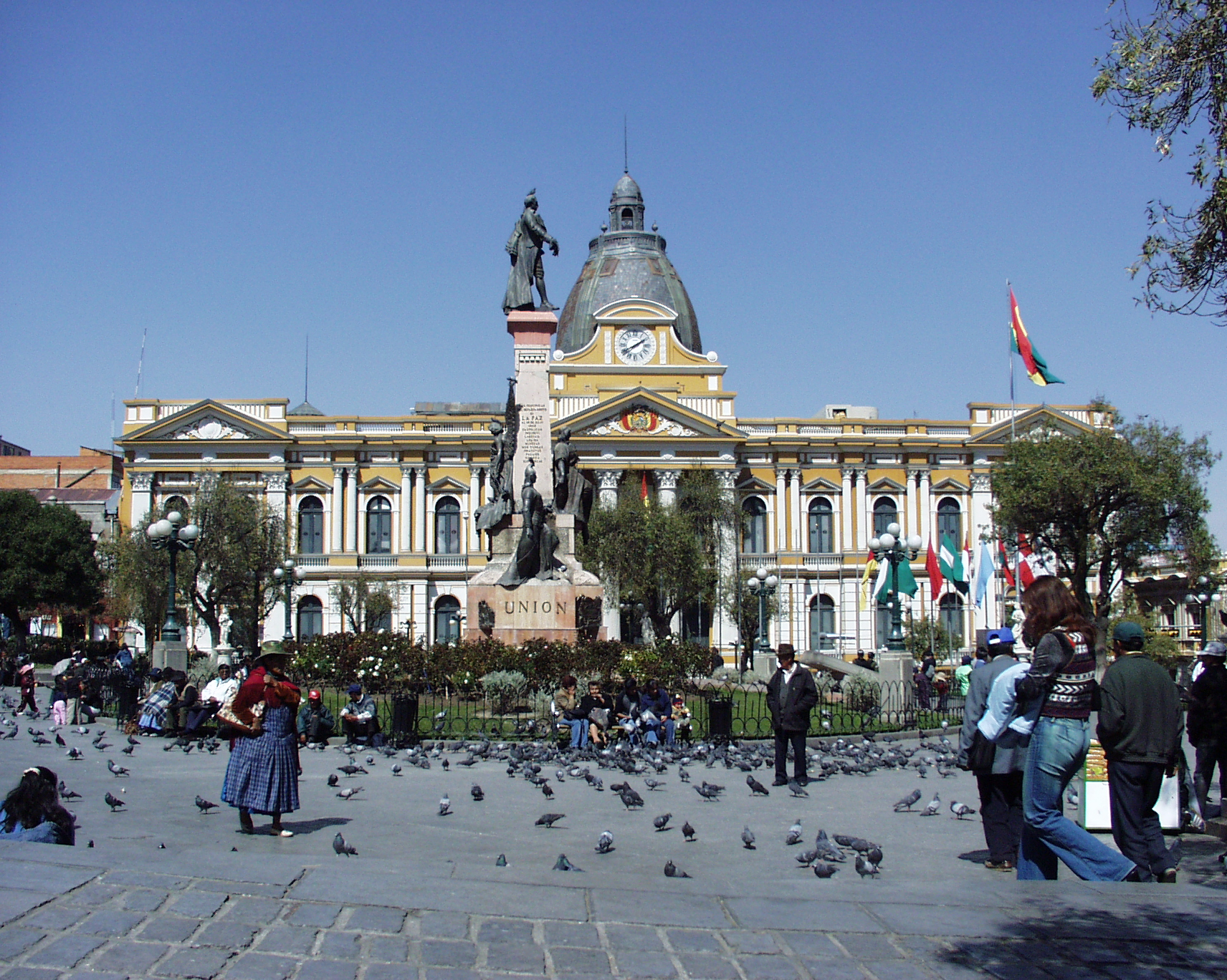
Fotografía del Palacio de Congresos de Bolivia.

Luego del triunfo de Ayacucho, y siguiendo precisas instrucciones de Bolívar, el general Sucre entró en territorio boliviano el 25 de febrero de 1825.
Su papel se limitó a dar visos de legalidad a un proceso que los mismos bolivianos ya habían puesto en marcha. El general Pedro Antonio Olañeta permaneció en Potosí, en donde recibió al batallón "Unión" procedente de Puno al mando del coronel José María Valdez, convocó a un Consejo de Guerra que acordó continuar la resistencia. Olañeta distribuyó sus tropas entre la fortaleza de Cotagaita con el batallón "Chichas" al mando de Carlos Medinaceli Lizarazu, Valdez con el "Unión" fue enviado a Chuquisaca y él marchó a Vitichi, con 60 000 pesos de oro de la Casa de la Moneda de Potosí. En Cochabamba se sublevó, con el Primer Batallón "Fernando VII" el coronel José Martínez; Chayanta quedó en manos del teniente coronel Pedro Arraya, con los escuadrones "Santa Victoria" y "Dragones Americanos" y en Chuquisaca el batallón "Dragones de la Frontera" del coronel Francisco López se pronunció por los independentistas el 22 de febrero. El coronel Medinacelli con trescientos soldados se sublevó en contra de Olañeta y el 2 de abril de 1825 se enfrentaron en la Batalla del Tumusla que culminó con la muerte de Olañeta. El 7 de abril, el general José María Valdez se rindió en Chequelte, ante el general Urdininea, poniendo fin a la guerra en el Alto Perú.

### Congreso de Chuquisaca

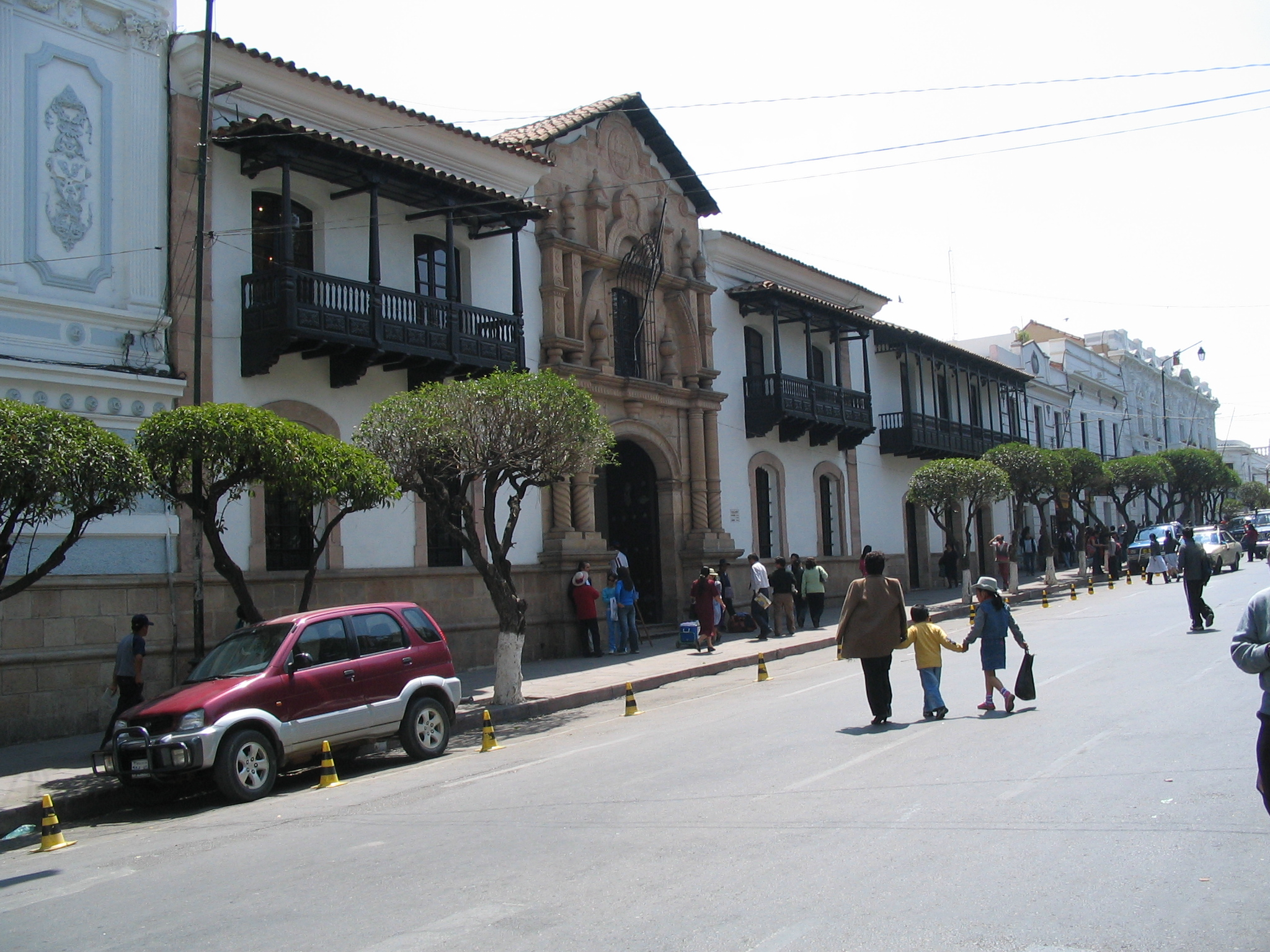
Fachada de la Casa de la Libertad en Sucre, donde se reunió en 1825 la asamblea de diputados de las cinco provincias altoperuanas convocadas por el mariscal Antonio José de Sucre, para deliberar sobre el destino del Alto Perú.

Casimiro Olañeta fue un abogado de Chuquisaca y sobrino del mencionado general, perteneciente a la masonería de la logia y élite de Charcas (Chuquisaca). Junto a José Mariano Serrano, Mariano Enrique Calvo, Andrés de Santa Cruz y allegados a estos, para no degradar la importancia de las minas de Potosí y Charcas con el cual terminarían perdiendo sus intereses siendo parte del Río de la Plata, decidieron que el Alto Perú fuera una nación independiente. Olañeta se dirigió a Puno para reunirse con el mariscal Sucre el 1 de febrero, en donde le comentó los planes, de los cuales Sucre fue convencido y aceptó. Casimiro Olañeta convenció al mariscal Antonio José de Sucre en convocar a todas las provincias altoperuanas para reunirse en un congreso que debía decidir el destino de la nación para el 9 de febrero de 1825, mediante el Decreto de Convocatoria.
José Fernando Abascal y Sousa, como resultado de la revolución del 25 de mayo de 1809 en Chuquisaca, tomó la decisión de luchar por la independencia absoluta del Alto Perú, no solo con relación a España, sino también con referencia al Provincias Unidas del Río de la Plata y al Perú. Tanto el gobierno de Buenos Aires como el del Perú admitían esta tercera alternativa, en cambio Bolívar, si bien no desautorizó públicamente a Sucre, le reprochó en carta privada esta iniciativa, pues entendía que alentar en ese momento un acto de soberanía de esa naturaleza, conspiraba contra los intereses de la Gran Colombia, ya que el territorio de la Real Audiencia de Quito podría pretender el mismo trato que la de Charcas. El Congreso General Constituyente de Buenos Aires, por decreto de 9 de mayo de 1825, declaró que "aunque las cuatro provincias del Alto Perú, han pertenecido siempre a este Estado, es la voluntad del congreso general constituyente, que ellas queden en plena libertad para disponer de su suerte, según crean convenir a sus intereses y a su felicidad", despejando el camino a la independencia altoperuana.[cita requerida]

### Declaración de la emancipación de Bolivia

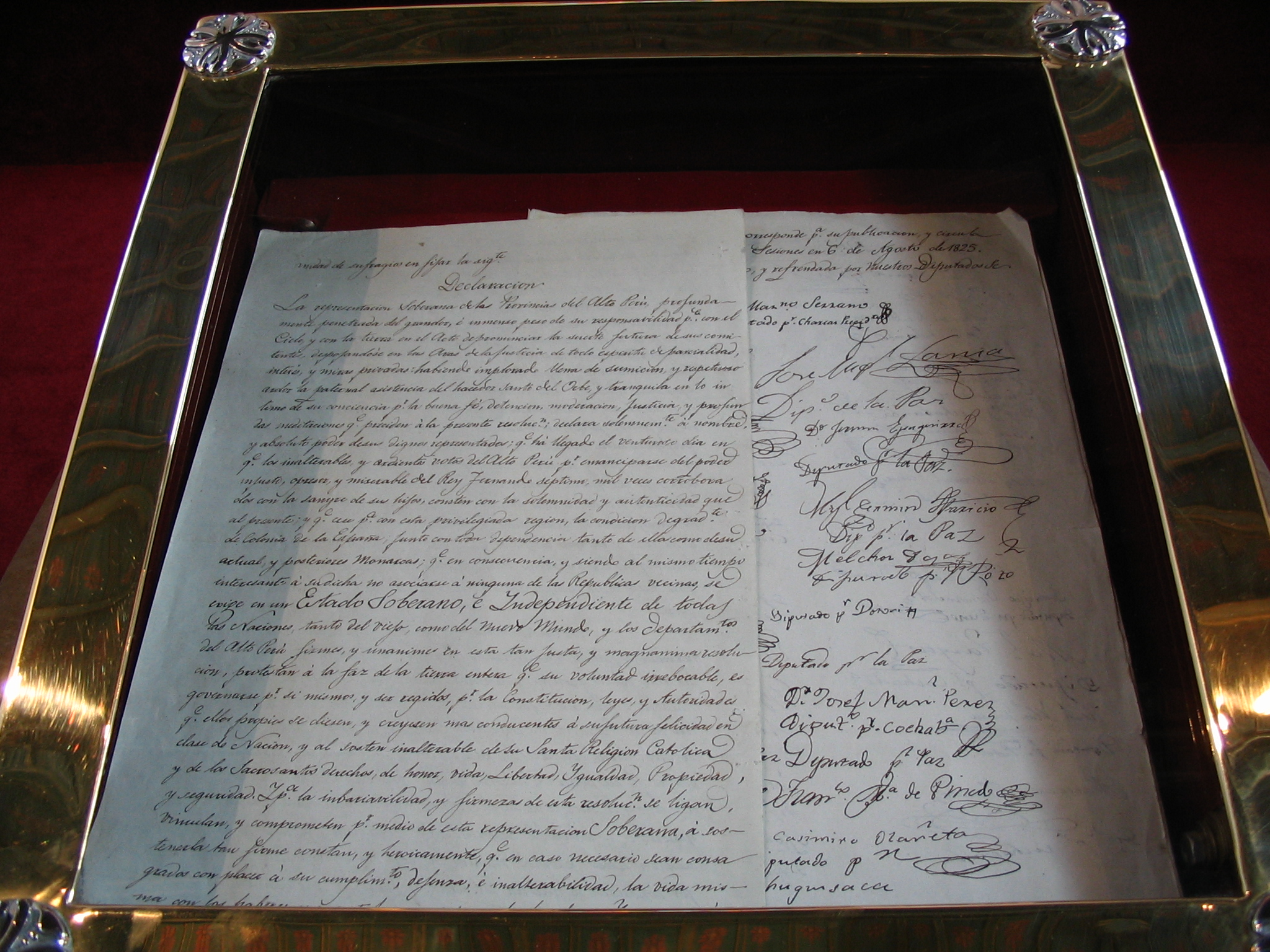
Acta de la Independencia de Bolivia en la Casa de la Libertad, Sucre.

Convocada nuevamente la Asamblea Deliberante en Chuquisaca por el Mariscal Sucre, el 9 de julio y concluida el 3 de agosto de 1825, se determinó la completa independencia del Alto Perú, pero aún faltaba la presencia de Bolívar para concluir la fundación del estado el 3 de agosto, pero ya que Bolívar estando en Cochabamba, se negaba a ir porque no lo habían convencido, se decidió recorrer la fecha para el 6 de agosto, por el intento de elogiarlo en honor al cumplimiento de un año de Batalla de Junín ganada por Bolívar. Aún sin la participación de Bolívar, bajo la forma republicana, se fundó el Estado del Alto Perú (República de Bolívar el 11/13 de agosto), el presidente de la Asamblea José Mariano Serrano, junto a una comisión, redactó el "Acta de la Independencia" que lleva fecha del 6 de agosto de 1825, en honor a Simón Bolívar. La independencia fue declarada por 7 representantes de Charcas, 14 de Potosí, 12 por La Paz, 13 por Cochabamba y 2 por Santa Cruz quienes asistieron, uno llegando horas después del acto de fundación y con completas irregularidades en sus documentos y credenciales, y el otro llegando el 9 de agosto con las mismas irregularidades. El acta de independencia, redactada por el presidente del Congreso, José Mariano Serrano, en su parte expositiva dice en tono vibrante:

El mundo sabe que el Alto Perú ha sido en el continente de América, el ara donde vertió la primera sangre de los libres y la tierra donde existe la tumba del último de los tiranos. Los departamentos del Alto Perú, añade en su parte resolutiva, protestan a la faz de la tierra entera, que sus resolución irrevocable es gobernarse por sí mismos.

Mediante un decreto de unos días después se determinó que el nuevo estado llevaría el nombre de "Bolívar", en homenaje al Libertador, quien a la vez fue designado "Padre de la República y Jefe Supremo del Estado" y su capital Sucre en honor al Mariscal de Ayacucho Antonio José de Sucre. Bolívar agradeció estos honores, pero declinó la aceptación de la Presidencia de la República, para cuyo cargo designó al Mariscal de Ayacucho Antonio José de Sucre. Pasado un tiempo se volvió a debatir el nombre de la joven nación, y un diputado, anteriormente presbítero, llamado Manuel Martín Cruz, dijo que lo siguiente:

"Si de Rómulo, Roma; de Bolívar, Bolivia".

La Asamblea Deliberante de la República, como cuerpo legislativo del nuevo país, aprobó el cambio de denominación sugerido por Cruz. Bolívar al enterarse de esta noticia se sintió halagado con la joven nación. Bolívar hasta ese momento seguía sin aceptar de buen grado la independencia de Bolivia, debido a que le preocupaba su futuro, debido a que la situación geográfica de Bolivia la sitúa en el centro América del Sur, y esto según Bolívar supondría que sería una nación acosada y que afrontaría futuras guerras. Bolívar deseaba que Bolivia formara parte de otra nación, preferentemente Perú, pero lo que le convenció profundamente fue la actitud de las masas populares. El 18 de agosto, cuando se dirigió a La Paz hubo una manifestación de regocijo popular. La misma escena se repitió cuando el Libertador llegó a Oruro, después a Potosí y finalmente a Chuquisaca. Esta expresión tan ferviente de la población, conmovió a Bolívar, quien llamó su "Hija Predilecta" a la nueva Nación.

### Presidencia de Bolivia
El Mariscal Sucre asumió la Presidencia de la República de Bolivia el 1 de enero de 1826, año en que el país obtuvo su primera Constitución Política. Ésta organizó las instituciones estatales y adoptó como sistema administrativo el modelo de los departamentos en enero de 1826, que en ese tiempo eran solo cinco.
El Ejército Libertador estaba conformado en parte por combatientes que no eran del Alto Perú, entre ellos colombianos, venezolanos e incluso algunos ingleses y alemanas. Después de más de una década y media de guerra, algunos de los soldados a quienes no se les había pagado, invaden y saquean Cochabamba el 14 de noviembre. El 24 de diciembre del siguiente año, los mercenarios se rebelan y secuestran autoridades de la Ciudad de La Paz, pidiendo rescate por la libertad de las mismas, ya que no se les había pagado por sus servicios durante la guerra.
Como Presidente de la nueva República de Bolivia, Sucre trabajó para establecer el nuevo Estado y Gobierno. Para estabilizar a la nueva nación y cumplir las enormes tareas por cumplir, se rodea de hombres de confianza tanto del Alto Perú como de algunos de los militares con quienes luchó desde el inicio de la guerra de la Independencia, como los generales Francisco O'Connor y León Galindo Camacho, a quien escribe 103 cartas, compiladas en un libro publicado en 1918 por Carlos Blanco Galindo, futuro Presidente de Bolivia y nieto del general Galindo.
En 1828, en un momento marcado por algunos descontentos de una parte de la población motivados por desavenencias ideológicas y administrativas, un grupo encabezado por Casimiro Olañeta, junto a otros pertenecientes a la masonería boliviana, atenta contra la vida del Mariscal Sucre. El 18 de abril, en la capital de Bolivia, Sucre, organizaron un acto, enviando una mujer (prometida de un antiguo consejero de Sucre) a los aposentos de Sucre, en el cual, de pronto aparece el prometido, los encuentra y le dispara a José de Sucre. Herido, huye escapando por el techo de su casa, en medio de un motín organizado por la élite sucrense. El Mariscal Sucre logra huir y se refugia en una hacienda donde inicia su recuperación de las heridas recibidas. Sale de Bolivia disfrazado de campesino y posteriormente de cura.
En el ínterin, asume el poder el 18 de abril el Gral. José María Pérez de Urdininea, el 1 de agosto Sucre envía su renuncia a los servicios de Bolivia.
El 1 de mayo de 1828 la invasión de tropas peruanas en Bolivia que exigían el retiro de oficiales y funcionarios grancolombianos del gobierno boliviano, considerando retirar el gobierno que estaba basada en leyes de la constitución vitalicia de 1826, la cual también se impuso en Perú donde reemplazada días después. El 6 de julio de 1828 se logró el Tratado de Piquiza mediante el cual Sucre se mantenía como presidente hasta agosto de 1828 y podría dirigirse al actual Ecuador. Cuando se marchaba de la capital fue abucheado por la población, incidente en el cual, se cuenta, la Coronel Juana Azurduy de Padilla escupió en la cara a uno de los conspiradores, Casimiro Olañeta, para significar su disgusto con el trato que le daban.

## Matrimonio y descendencia

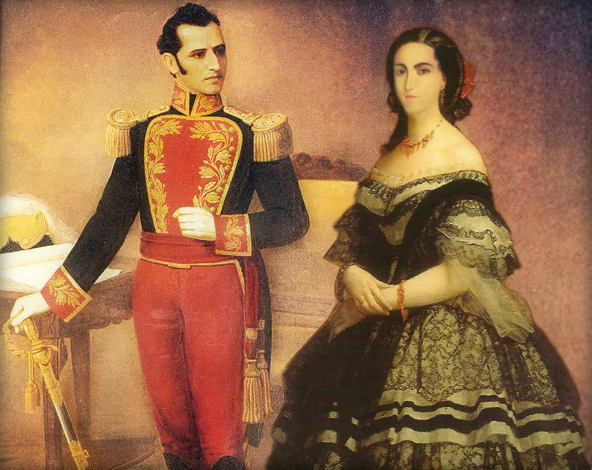
El mariscal Sucre y su esposa, la marquesa quiteña Mariana Carcelén de Guevara.

En carta que dirigió el 11 de octubre de 1825 a su amigo, el coronel Vicente Aguirre, el Mariscal Sucre le solicitó que hiciera recoger y educar a la niña Simona de Sucre Bravo, nacida el 16 de abril de 1822, quien era hija de Tomasa Bravo, una pareja sentimental de Sucre, quien había muerto en esa época y del propio Mariscal, según afirmaba la madre. Los gastos de crianza y educación de Simona correrían por cuenta del prócer. No se supo más del destino posterior de esta hija de Sucre. También el prócer mantuvo una relación sentimental con Rosalía Cortés Silva, de la cual nació en La Paz el 15 de enero de 1826 su primer hijo, José María Sucre Cortés.
Al final de su presidencia de Bolivia tuvo un hijo natural con la dama tarijeña Manuela de la Concepción Rojas Íñiguez, llamado Pedro César de Sucre Rojas, nacido el 7 de junio de 1828 en Chuquisaca.
El 20 de abril de 1828, pocos días después del incidente que casi acaba con su vida en Bolivia, el Mariscal se casó por poder con la quiteña Mariana Carcelén de Guevara y Larrea, marquesa de Solanda y Villarocha. La ceremonia se llevó a cabo en la iglesia de El Sagrario de la ciudad de Quito, siendo Sucre representado por su amigo el coronel Vicente Aguirre, mientras que los padrinos de la boda fueron los marqueses de San José: Manuel de Larrea y Jijón y su esposa Rosa de Carrión y Velasco, que resultaban además tíos maternos de la novia.
El primer encuentro de la pareja ya como matrimonio se dio el domingo 28 de septiembre en la Hacienda Chisinche, propiedad rural de la Marquesa cerca de Machachi, al sur de la capital, y que a futuro se convertiría en una de las favoritas del gran mariscal. Al día siguiente se dirigieron a la ciudad de Quito, en donde Sucre había adquirido previamente la Mansión Carcelén, que había pertenecido a su difunto suegro y a la que había ordenado varias refacciones. Desde entonces la cotidianidad de la pareja transcurrió entre la mansión de Quito y las estadías temporales en el Palacio de El Deán, en medio de un ambiente apacible y al margen de las intrigas políticas.

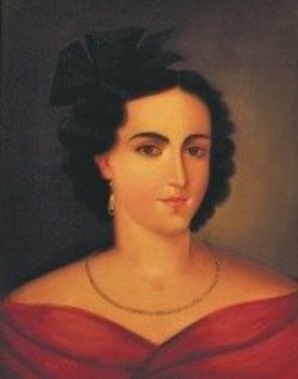
La quiteña Mariana Carcelén de Guevara, esposa del Mariscal Sucre.

El 10 de junio nació la única hija de la pareja, bautizada al día siguiente en la iglesia de El Sagrario con el nombre de Teresa en honor a sus dos abuelas, los padrinos de la pequeña fueron el general Juan José Flores y su esposa Mercedes Jijón de Vivanco, esta última resultaba además prima segunda de Mariana Carcelén. En una misiva posterior, Simón Bolívar le expresó su descontento a Sucre por no haberlo escogido a él como padrino, por lo que se disculpó alegando que se trataba de una promesa previa que le había hecho a Flores en el campo de batalla de Tarqui. Lamentablemente la niña no alcanzaría la edad adulta, pues dos años y medio más tarde, ya cuando Sucre había fallecido, la niña murió de afecciones estomacales, una causa común entre los niños de la época, aunque existen versiones en las que se culpa directamente de la muerte de la niña al general Isidoro Barriga (segundo esposo de la Marquesa posterior al fallecimiento del Mariscal Sucre) quien jugando un día con ella, la habría lanzado desde el primer piso de la casa ubicada en el hoy centro histórico de Quito (Mansión Carcelén), muriendo ella de un traumatismo craneal, aunque esta versión ha sido desmentida por miembros de la familia Carcelén, siempre quedaron dudas del comportamiento de Barriga posterior a la muerte de Sucre visitando continuamente a su viuda, algo muy mal visto por la sociedad de la época y por el hecho de que al morir Teresa Sucre la fortuna de la Marquesa quedaría en manos de él y sus descendientes.

## Guerra de la Gran Colombia con Perú
La guerra grancolombo-peruana (1828–1829) fue un conflicto armado que enfrentó a la República de Gran Colombia contra la República del Perú por el dominio de Quito (hoy Ecuador) y otras zonas reclamadas por Perú. Se inició con la intervención peruana de Bolivia y culminó con la batalla del Portete de Tarqui y el Tratado de Guayaquil. Las relaciones con el Perú habían sido tirantes desde principios de 1827 cuando una revuelta en Lima derrocó al régimen establecido allí por Simón Bolívar antes de su regreso a casa.
Tras la independencia definitiva del Perú, el país estaba en buena parte bajo el protectorado de la Gran Colombia por órdenes de Simón Bolívar, que controlaba estrechamente sus asuntos. Además, todavía estaba acantonada en Lima la 3.ª División del ejército grancolombiano que había colaborado en la independencia. Bolívar hubo de abandonar el Perú en 1826, para intentar solucionar los graves problemas que se planteaban en la Gran Colombia. Este hecho fue aprovechado por destacados miembros del gobierno y el ejército peruano para liberarse de la influencia colombiana, y poder incluir dentro del territorio nacional a la nueva República de Bolivia (el antiguo Alto Perú), así como el departamento colombiano de Azuay (correspondiente a la actual parte meridional del Ecuador, con capital en Cuenca), y la ciudad de Guayaquil, donde una parte influyente de la burguesía apoyaba su incorporación al Perú. En junio de 1827 las elecciones legislativas proclamaron presidente del Perú al general José de La Mar.
Mientras tanto, Simón Bolívar estaba convencido de que el Perú estaba dispuesto a promover problemas, con el preciso objetivo de anexarse la República de Bolivia, Guayaquil y posiblemente, más territorio grancolombiano. Existían también desacuerdos concretos en cuanto a cuestiones fronterizas entre los dos países, el pago de 7 595 747 pesos, como deuda por la guerra de la emancipación, y la disputa por los territorios colombianos de Tumbes, Jaén y Maynas. Las negociaciones diplomáticas con Bolívar fracasaron, y el 3 de julio de 1828 la Gran Colombia le declaró la guerra al Perú. El 28 de noviembre de 1828 La Mar penetró en territorio grancolombiano y ocupó gran parte del departamento de Azuay, La Mar ocupó también Guayaquil, evacuada por el almirante general grancolombiano Juan Illingworth Hunt a la espera de refuerzos. Tras el bloqueo de Guayaquil, el Perú había ganado la guerra en el mar.
Ante la situación, el mariscal Sucre, entonces ya de vuelta a Quito tras renunciar a la presidencia boliviana, concentró el ejército del sur de la Gran Colombia cerca de Cuenca para presionar a las tropas peruanas, que había sido ocupada el 10 de febrero de 1829. Después de un breve encuentro cerca de la población de Saraguro, donde la vanguardia grancolombiana derrotó a un destacamento peruano, el 27 de febrero tuvo lugar el encuentro principal entre los dos ejércitos. Al ejército peruano lo integraban 5000 soldados y al grancolombiano, 4200.

## La batalla de Tarqui

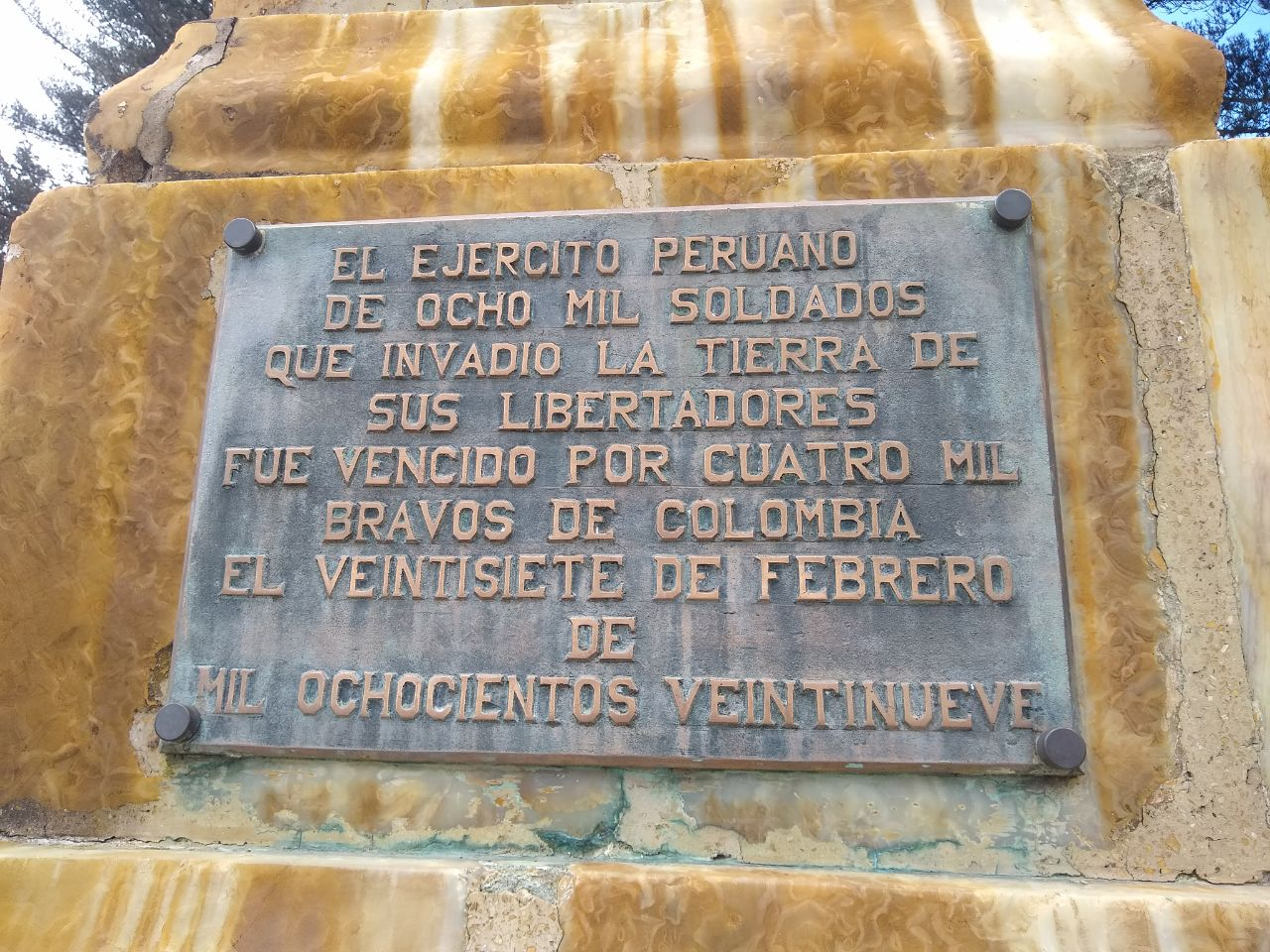
Placa en el Portete de Tarqui.

La batalla del Portete de Tarqui se libró el 27 de febrero de 1829 en el llamado Portete de Tarqui, a pocos kilómetros de Cuenca, entre tropas de la Gran Colombia, comandadas por Antonio José de Sucre, y tropas peruanas comandadas por José de La Mar. El combate duró media hora, donde el ejército colombiano batió a las fuerzas peruanas. La victoria grancolombiana se debió en buena parte al enfrentamiento por separado contra cada batallón del ejército peruano, que en ningún momento actuó de forma unitaria y dejó sus batallones aislados los unos de los otros. El resultado de la batalla hizo que el general La Mar dispusiera el repliegue del ejército hacia Girón.
Sucre, no satisfecho con este resultado, envía a un oficial de Estado Mayor, con el objeto de negociar con La Mar, siendo aceptado por el presidente peruano y el 1 de marzo, en el campo de Girón, se firma el convenio de Girón que es ratificado por los generales Flores y O'Leary, por parte de la Gran Colombia y Gamarra y Orbegoso, por parte del Perú.

### El convenio de Girón y el tratado de Guayaquil
De acuerdo con el convenio de Girón, las fuerzas peruanas se habrían de retirar de la provincia del Azuay y abandonar todas las plazas ocupadas. Si bien las fuerzas peruanas se retiraron La Mar se negó a entregar Guayaquil y, de hecho, se preparaba para iniciar una nueva ofensiva. Sin embargo, la guerra acabó inesperadamente con un golpe de Estado por parte de Agustín Gamarra y otros jefes peruanos en Lima que derrocó a La Mar. El nuevo gobierno cesó las hostilidades y entregó Guayaquil el 20 de julio. El 22 de septiembre de 1829 se firmó un tratado de paz en Guayaquil, donde se estableció:
- Se reconocen por límites los mismos que tenían antes de su independencia los antiguos Virreinatos de Nueva Granada y el Perú, con las variaciones que juzguen convenientes acordar entre sí.
- Se debería nombrar una Comisión de dos personas por cada República para que recorrieran, rectificaran y fijasen la línea divisoria, trabajos que se debían iniciar 40 días más tarde de haber sido ratificado el tratado por ambos países. El trazo de la línea comenzaría en el río Tumbes.[61]
- El Perú pretendía apropiarse de Tumbes, Jaén y Maynas, que eran indiscutidamente de la Gran Colombia, la cual conservaba Guayaquil.[62]

## La Gran Colombia

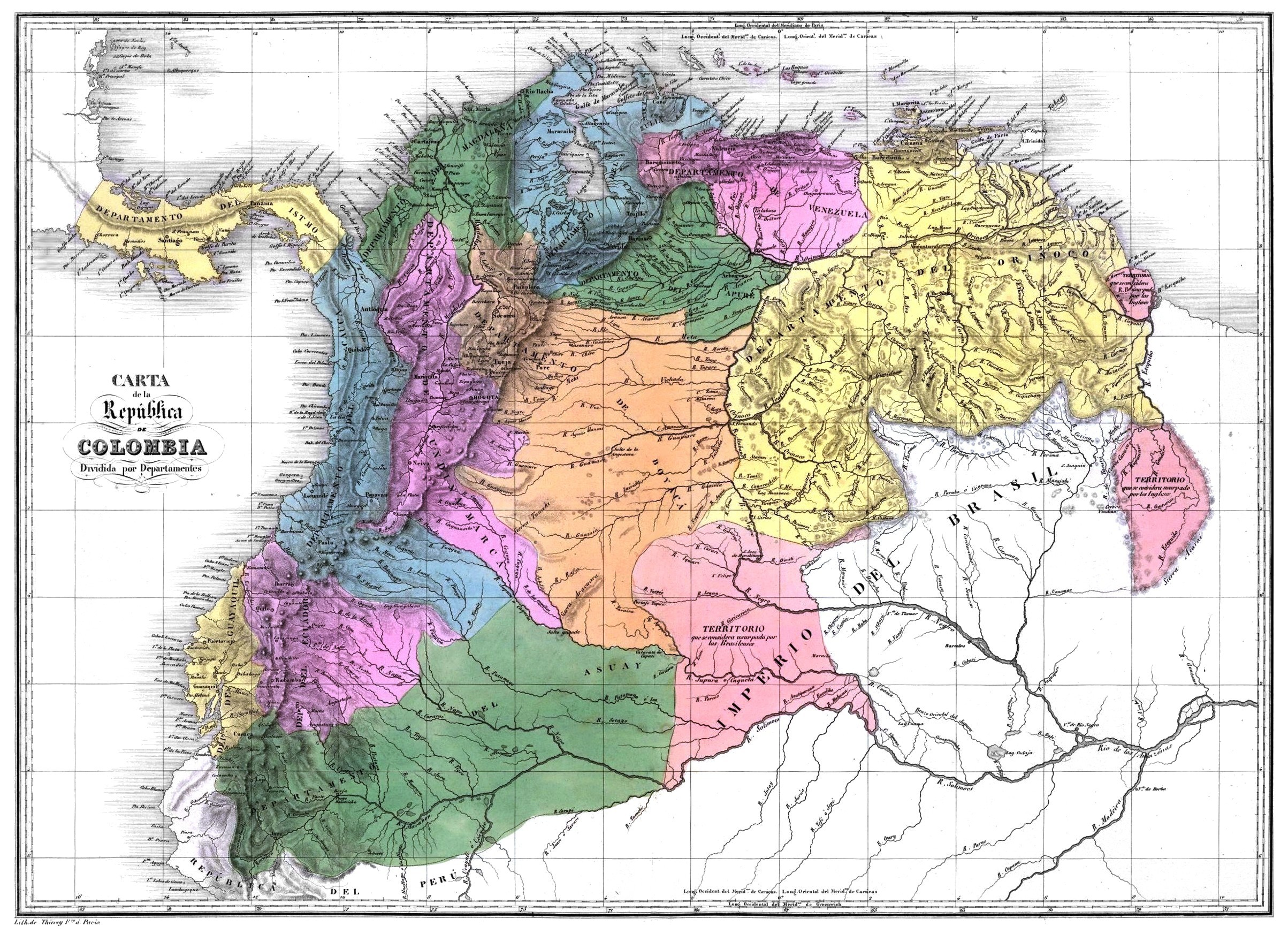
Mapa de la Gran Colombia. El Mariscal Sucre compartía la visión política de Bolívar y la unidad de la América hispana

Después de que Sucre acudiera en ayuda de la Gran Colombia, marchó a Bogotá en un momento en que el país se encontraba ya en proceso de desintegración, fundamentalmente por movimientos separatistas como el de la Cosiata en su natal Venezuela. En la reforma constitucional de 1830 en la Gran Colombia, sus enemigos logran poner la norma que para ser presidente o vicepresidente se debían tener 40 años (Sucre tenía 35). Y también es muy probable que esto haya sido la causa de su asesinato. Con Sucre vivo, continuaría la visión política de Bolívar y la unidad de la Gran Colombia. Simón Bolívar, el cual describió la grandeza de Sucre con una biografía en la cual quedan plasmadas citas como ésta:

El General Sucre es el Padre de Ayacucho: es el redentor de los hijos del Sol; es el que ha roto las cadenas con que envolvió Pizarro el imperio de los Incas. La posteridad representará a Sucre con un pie en el Pichincha y el otro en el Potosí, llevando en sus manos la cuna de Manco-Capac y contemplando las cadenas del Perú rotas por su espada.

## Asesinato

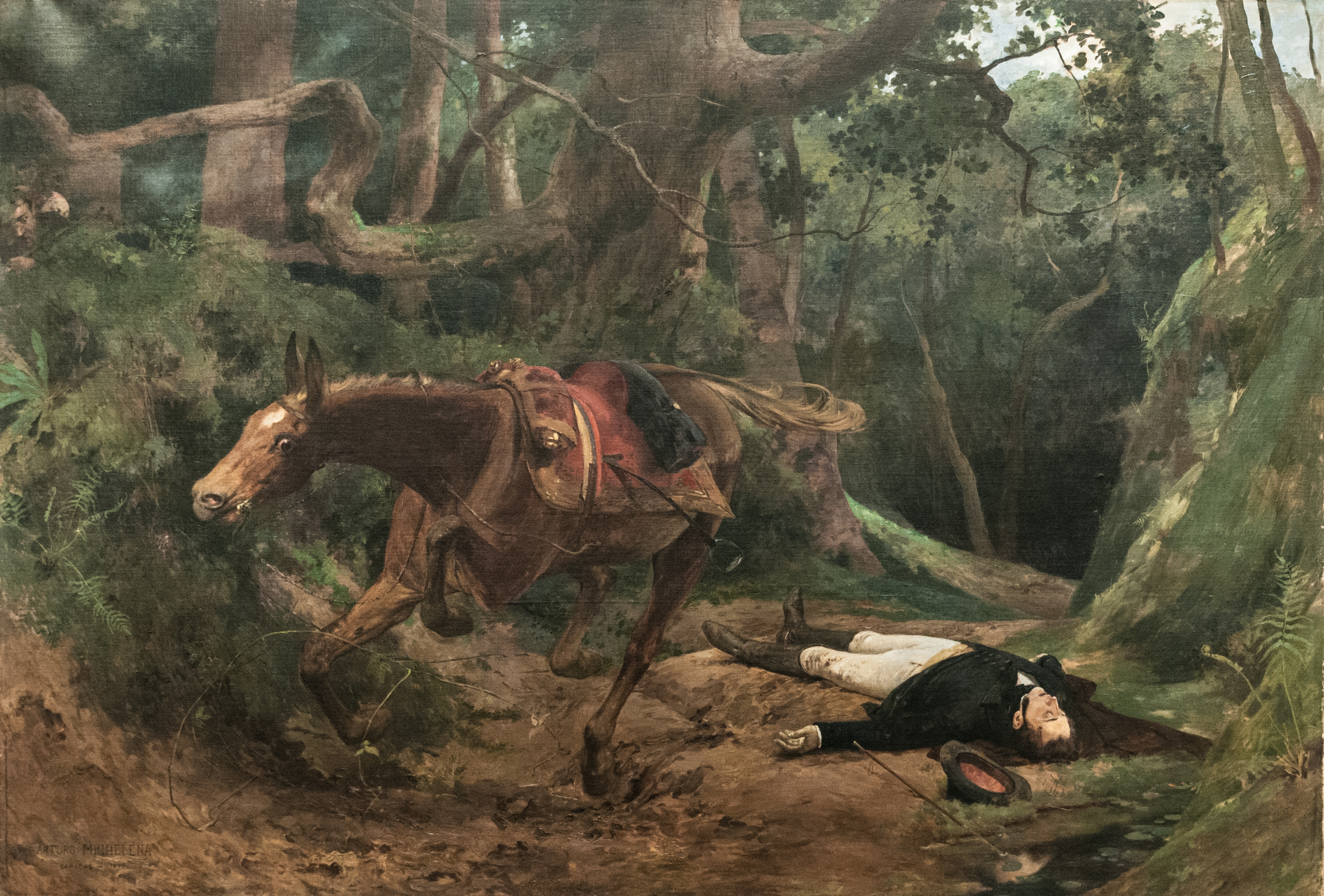
La Muerte de Sucre en Berruecos (1895) obra de Arturo Michelena.

Sucre era conocido en el ejército con los apodos de “Mulei” o “Mulengue”, alusión que hizo el general Luis Urdaneta, cuando escribió a Juan José Flores desde Tocaima 19 días antes del asesinato: “... A García, el diputado por Cuenca, le instruí de todo lo que debía decir a Ud. y ahora le añado que es preciso que Ud. redoble su vigilancia con el M... ”. Tres días antes de su muerte, el periódico "El Demócrata" de Bogotá publicó un artículo en el que se expresaba: “Acabamos de saber con asombro, por cartas que hemos recibido por el correo del Sur, que el general Antonio José de Sucre ha salido de Bogotá... Las Cartas del Sur aseguran también que ya este general marchaba sobre la provincia de Pasto para atacarla; pero el valeroso general José María Obando, amigo y sostenedor firme del Gobierno y de la libertad, corría igualmente al encuentro de aquel caudillo y en auxilio de los invencibles pastusos. Puede que Obando haga con Sucre lo que no hicimos con Bolívar... ”
De lo anterior, se deduce que el asesinato del Mariscal Sucre fue planificado y ejecutado en las montañas de Berruecos, cerca de San Juan de Pasto. En el lugar del crimen permaneció su cadáver por más de 24 horas hasta que los pobladores de las localidades cercanas le dieron sepultura. Si el Mariscal Sucre se hubiese ido por Buenaventura, allí lo esperaba el general Pedro Murgueitio para darle muerte; si optaba por la vía de Panamá lo acechaba el general Tomás Herrera, y desde Neiva lo vigilaba el general José Hilario López. El Libertador, Simón Bolívar, al saber del asesinato, expresó en una carta: “...Yo pienso que la mira de este crimen ha sido privar a la patria de un sucesor mío... ¡Santo Dios! ¡Se ha derramado la sangre de Abel!... La bala cruel que le hirió el corazón, mató a Colombia (La Gran Colombia) y me quitó la vida".

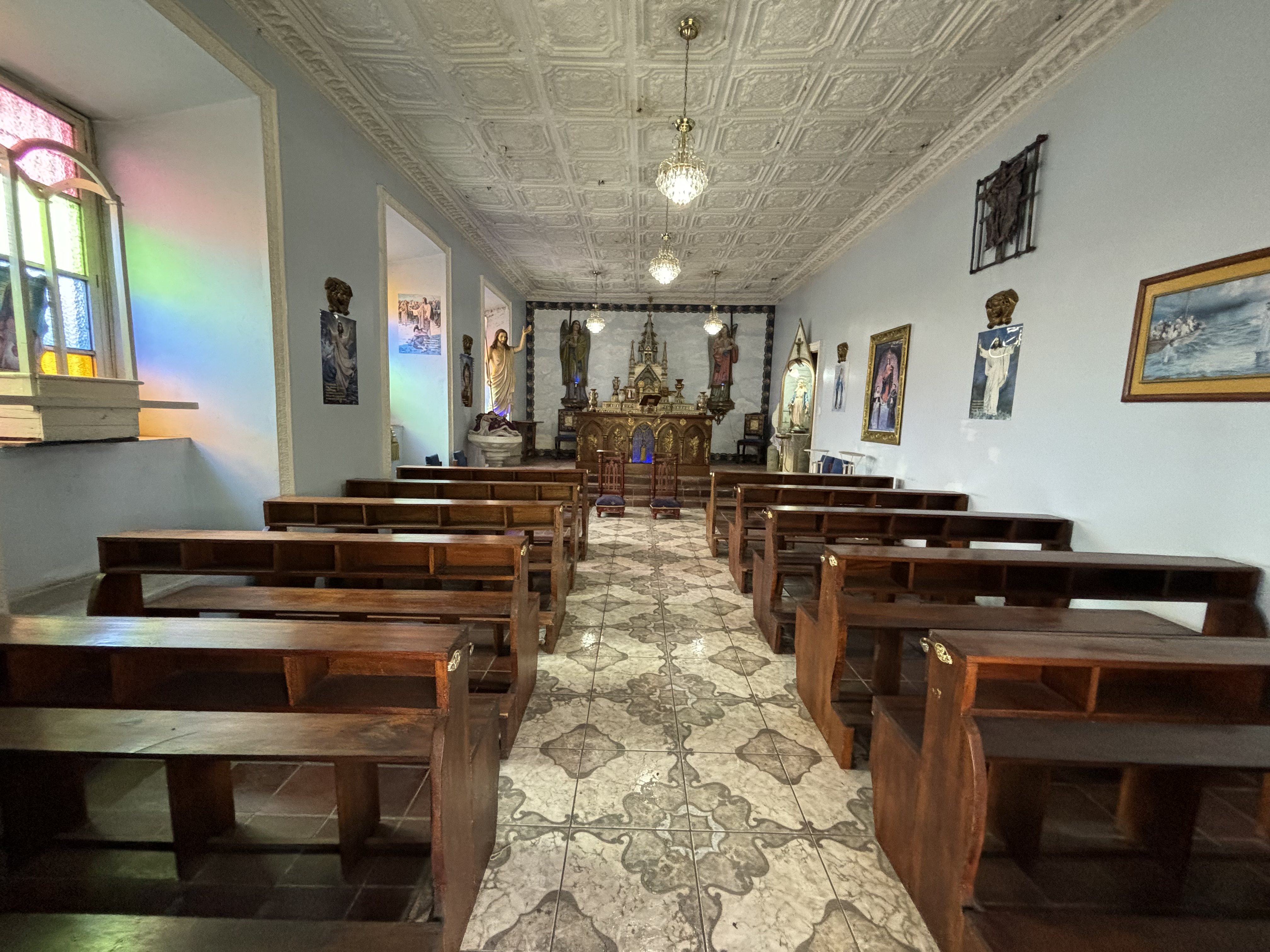
Oratorio del Palacio de El Deán, donde fue enterrado el mariscal antes de ser movido en secreto al Convento de El Carmen Bajo en Quito.

Durante mucho tiempo se corrió la noticia de que fue el general Juan José Flores, compatriota y compañero de gestas independentistas, quien había ideado el crimen, debido a la simpatía del pueblo quiteño al Mariscal y la posibilidad de este, al radicarse en Quito con su esposa y su hija, de convertirse en el primer presidente del Ecuador –como ocupó las presidencias de Bolivia y Perú–, cargo que ocupó Flores desde 1830. Simón Bolívar le escribió una carta a la viuda de Sucre agradeciéndole el ofrecimiento de conservar la espada de su esposo, el 5 de noviembre de 1830. De esta manera, ella cumplió con una de las cláusulas del testamento de Sucre; sin embargo Bolívar, en el suyo, ordenó que la espada del prócer le fuese devuelta a ella. Los restos del Mariscal Sucre fueron llevados a Quito por su esposa y mantenidos en secreto en el Palacio de El Deán, una propiedad familiar ubicada en el Valle de los Chillos, en las afueras de Quito. En 1832 y cumpliendo la voluntad de Sucre, que deseaba ser enterrado en la capital ecuatoriana, fueron depositados en secreto en el Convento del Carmen Bajo.

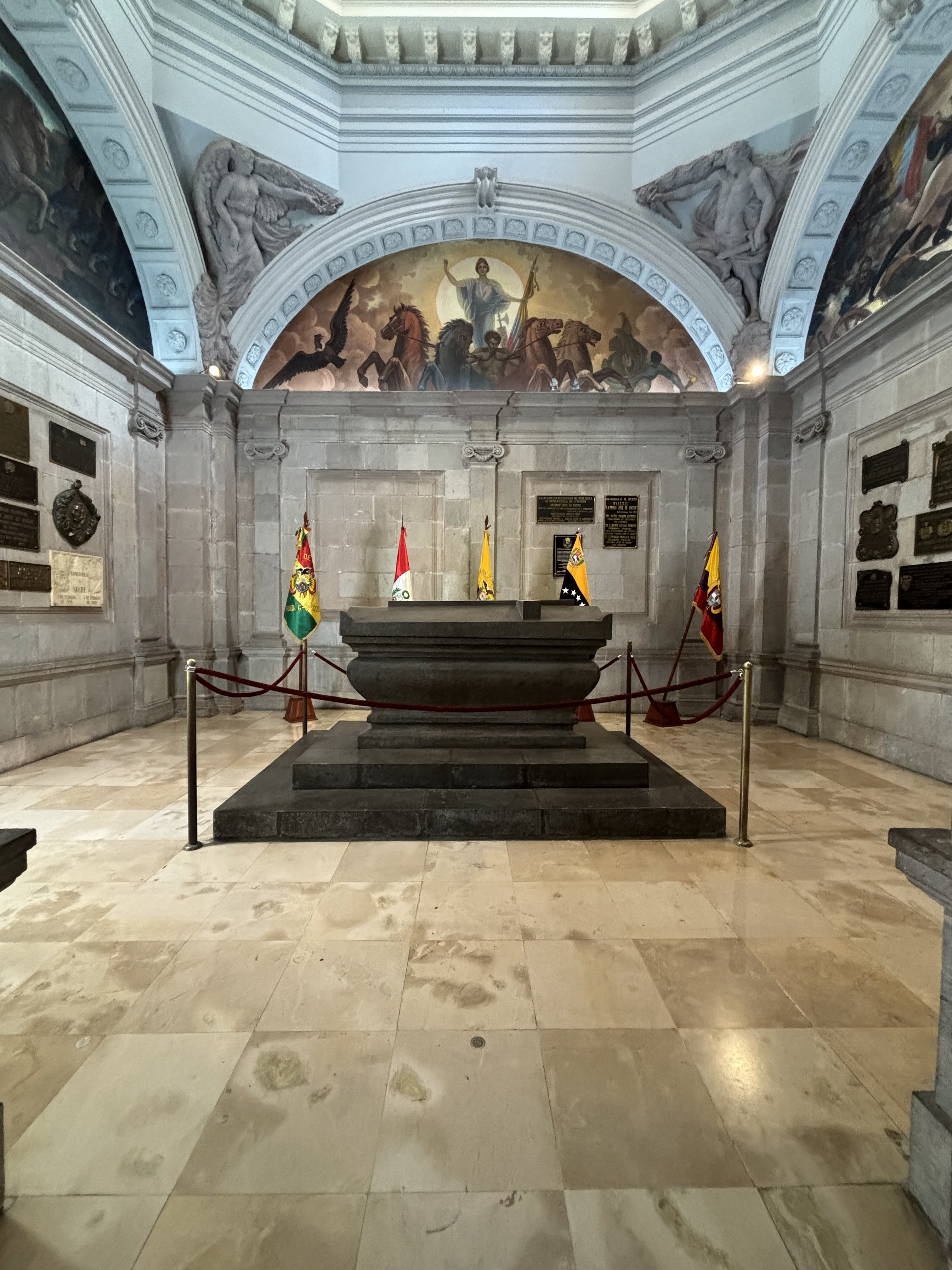
Sepulcro de Antonio José de Sucre, Catedral Metropolitana de Quito.

En 1900, durante la presidencia del general Eloy Alfaro, fueron llevados a la Catedral Metropolitana de Quito, donde ocupan una capilla. Una anciana religiosa, que había escuchado de sus antecesoras la historia, relató al arzobispo de Quito, Federico González Suárez, que la marquesa de Solanda visitaba siempre el altar en donde fueron colocados los restos. Alertado el Gobierno de esto, solicitó a la Facultad de Ciencias Médicas de la Universidad Central del Ecuador se nombre una junta médica forense la misma que reconoció el esqueleto encontrado, y lo identificó por las heridas de bala en el cráneo y en brazo, producto del crimen de Berruecos y la revuelta en Bolivia. Sin embargo no existe consenso respecto al paradero de los restos del gran mariscal ya que a inicios del siglo XX, la primera mujer que ingresó a la Academia de Historia de Venezuela, Lucila Luciani afirmó en su texto "Maravillosa historia de unos restos" la imposibilidad de que los restos del gran mariscal Antonio José Sucre estuvieran en Ecuador y desglosó una serie de argumentos para afirmar que los restos aún estarían en Colombia, aunque esto no pasa de ser simples elucubraciones.
El catafalco que contiene los restos del gran mariscal, está hecho de andesita del volcán Pichincha, y el mausoleo está decorado con alegorías de la Independencia, La Libertad y la Victoria. El Gobierno venezolano donó una réplica de la espada del Libertador, que se encuentra en la pared del mausoleo. Periódicamente, la Guardia de Granaderos de Tarqui, que custodia el cercano Palacio de Gobierno, rinde honores a los héroes.
En su honor fue bautizada la capital del departamento de Chuquisaca y de Bolivia, el estado donde nació y varios municipios en Venezuela, un departamento de Colombia, el aeropuerto internacional y varios barrios de la ciudad de Quito y la moneda antigua del Ecuador. La Escuela Militar de Ingeniería de Bolivia, que forma ingenieros civiles y militares a nivel universitario, porta su nombre igualmente.

### Última carta a Bolívar
El día 8 de mayo de 1830, el Mariscal Sucre envió desde Bogotá a Simón Bolívar, una misiva con este texto:

Cuando he ido a casa de Ud. para acompañarlo, ya se había marchado. Acaso es esto un bien, pues me ha evitado el dolor de la más penosa despedida. No son palabras las que pueden fácilmente explicar los sentimientos de mi alma respecto a Ud. ; Ud. los conoce, pues me conoce mucho tiempo y sabe que no es su poder, sino su amistad la que me ha inspirado el más tierno afecto a su persona. Lo conservaré, cualquiera que sea la suerte que nos quepa, y me lisonjeo que Ud. me conservará siempre el aprecio que me ha dispensado. Sabré en todas circunstancias merecerlo. Adiós, mi general, reciba Ud. por gaje de mi amistad las lágrimas que en este momento me hace verter la ausencia de Ud. Sea Ud. feliz en todas partes y en todas partes cuente con los servicios y con la gratitud de su más fiel y apasionado amigo.
A.J. de Sucre

Varios años después, el investigador Jorge López Falcón encontró en la Biblioteca Nacional de Venezuela, un documento manuscrito escrito en Bogotá el día 25 de mayo de 1830 que es otra carta que, en apariencia, dirigió a modo de despedida el Mariscal Sucre a Simón Bolívar, cuyo texto es el siguiente:

Bogotá, Mayo 25 de 1830

Mi querido Bolívar:
De pronto partir para Quito donde está el reposo tan deseado y al alejarme de todas las luchas políticas, quiero antes avisarle mi adiós y mi eterno cariño. Dios bien sabe cuánto hemos luchado por la libertad de todas estas tierras y cuán mal nos han pagado. Sé que al alejarme no me guía ningún síntoma de cobardía y de traición, sólo el gran amor y cariño a mi esposa e hija, las cuales hace mucho tiempo que no abrazo, me obligan a ello y también para dejar el puesto a todos nuestros enemigos, que con sus apetitos y sus falacias llevan la República al caos y a la ruina.

Allá, en el remanso de [palabra rota] da pu [palabra rota] la, en la belleza de mi [ilegible]. Sie[mpre roto] [ten]drá usted, noble y viejo amigo un puesto de honor, y [palabra rota] no de quien lo quiere de veras.
A.J. de Sucre

Sin embargo, el historiador Tomás Straka llamó la atención sobre tres aspectos de esta misiva: en primer lugar, la confianza con que Sucre trató a Simón Bolívar a quien siempre llamó "Su Excelencia"; en segundo, el estilo de redacción inusual y en tercero, la propia fecha del documento ya que, de haber sido escrito en la fecha declarada, no hubiera podido llegar el 4 de junio al sitio donde el prócer fue asesinado, ya que solo se contaba con traslado a caballo, como único medio de transporte en esa época.

## Monumentos dedicados a Sucre

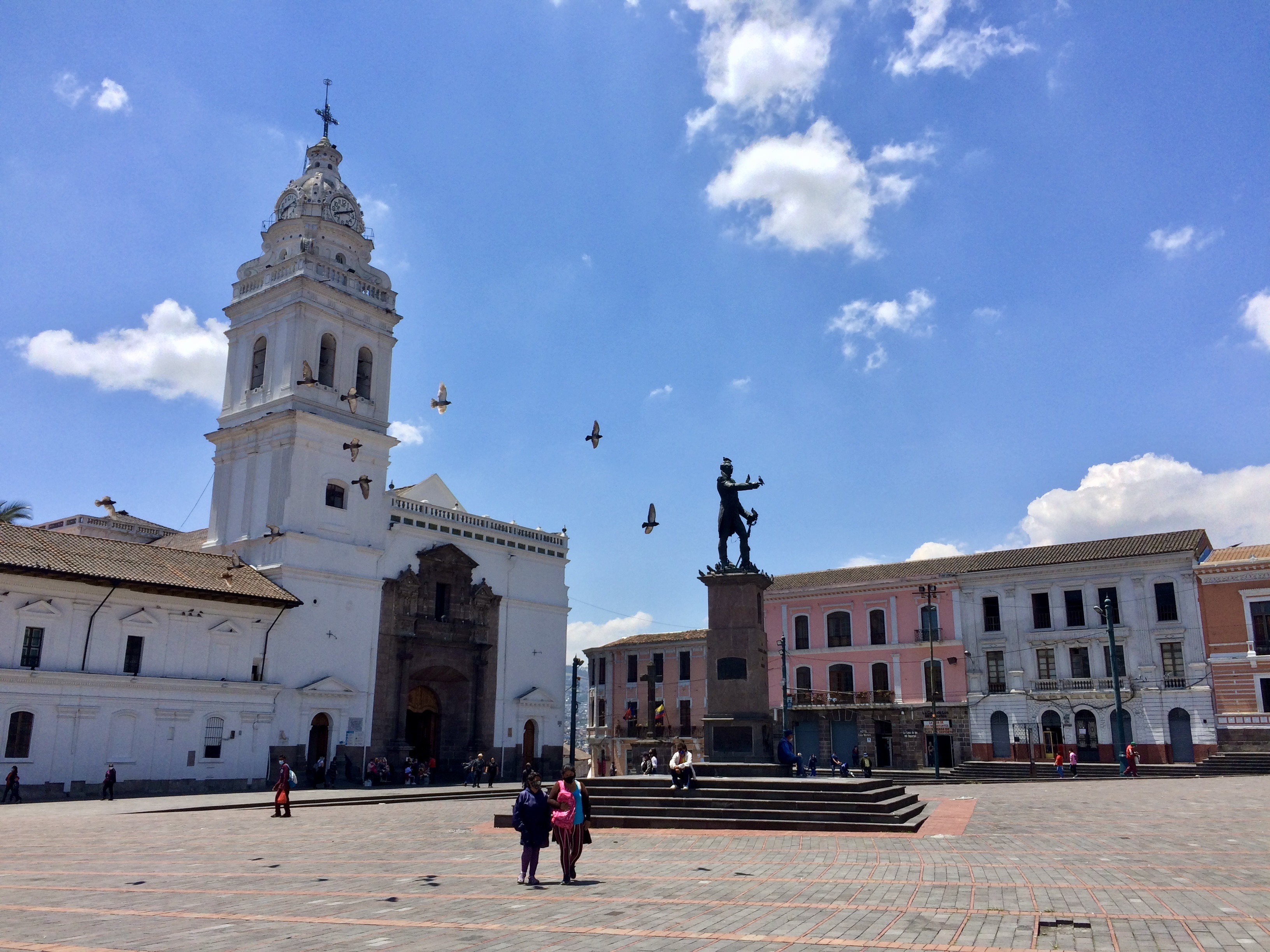
Monumento a Sucre, obra de Alexandre Falguière. Inaugurado el 10 de agosto de 1892.[65] Plaza de Santo Domingo, Quito.
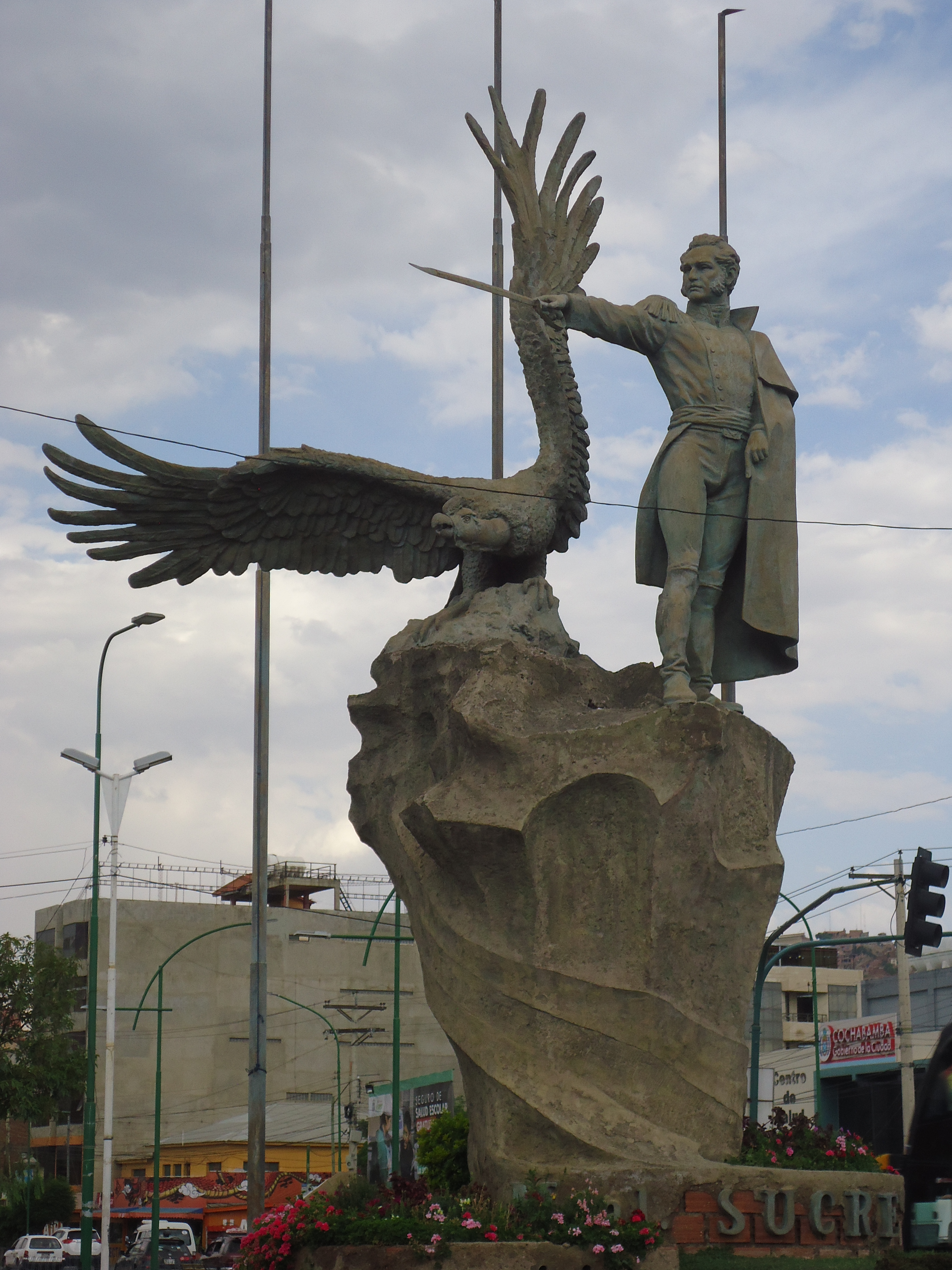
Monumento a Sucre, Cochabamba.
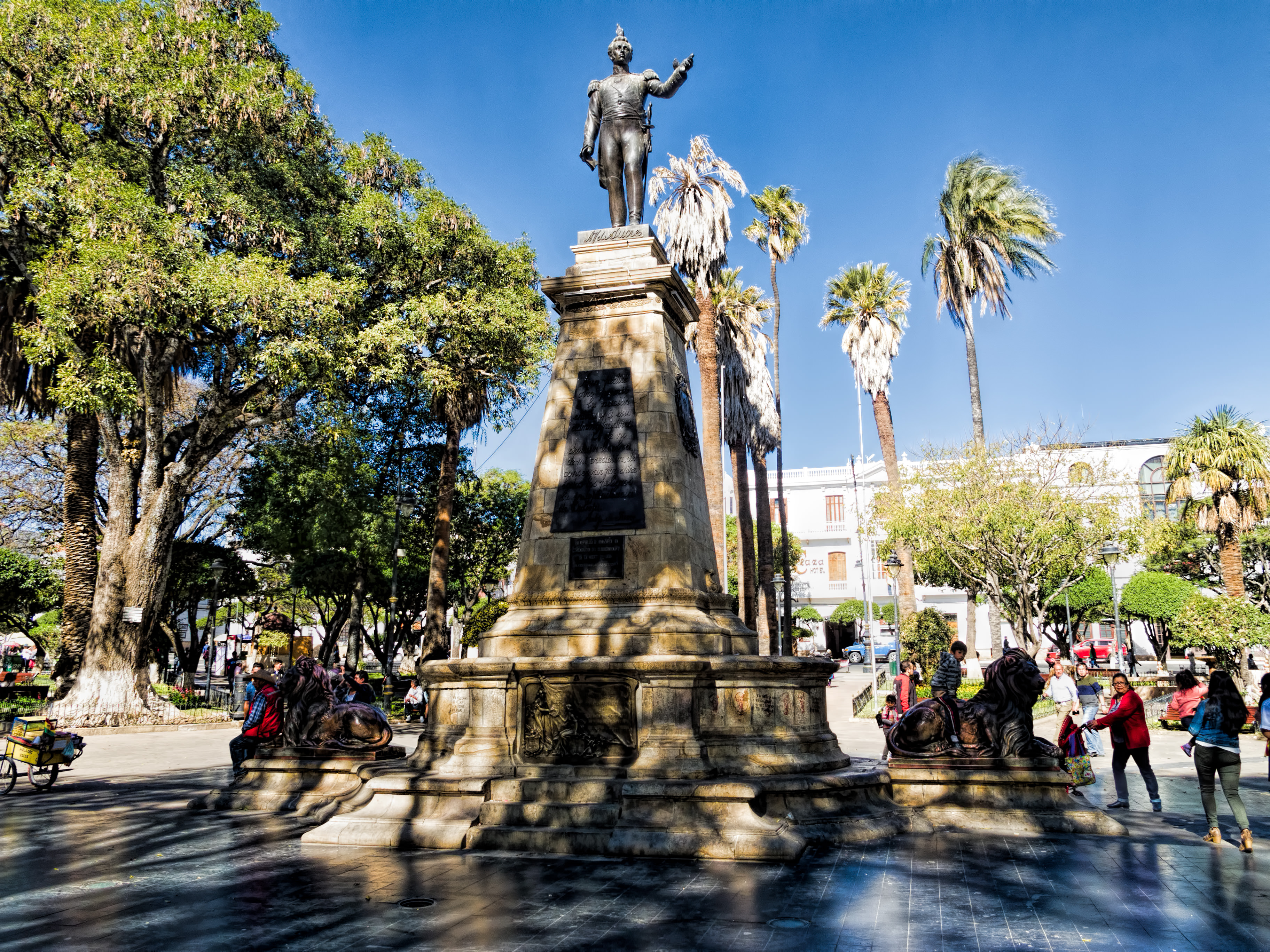
Monumento a Sucre en la Plaza 25 de Mayo. Sucre, Bolivia.
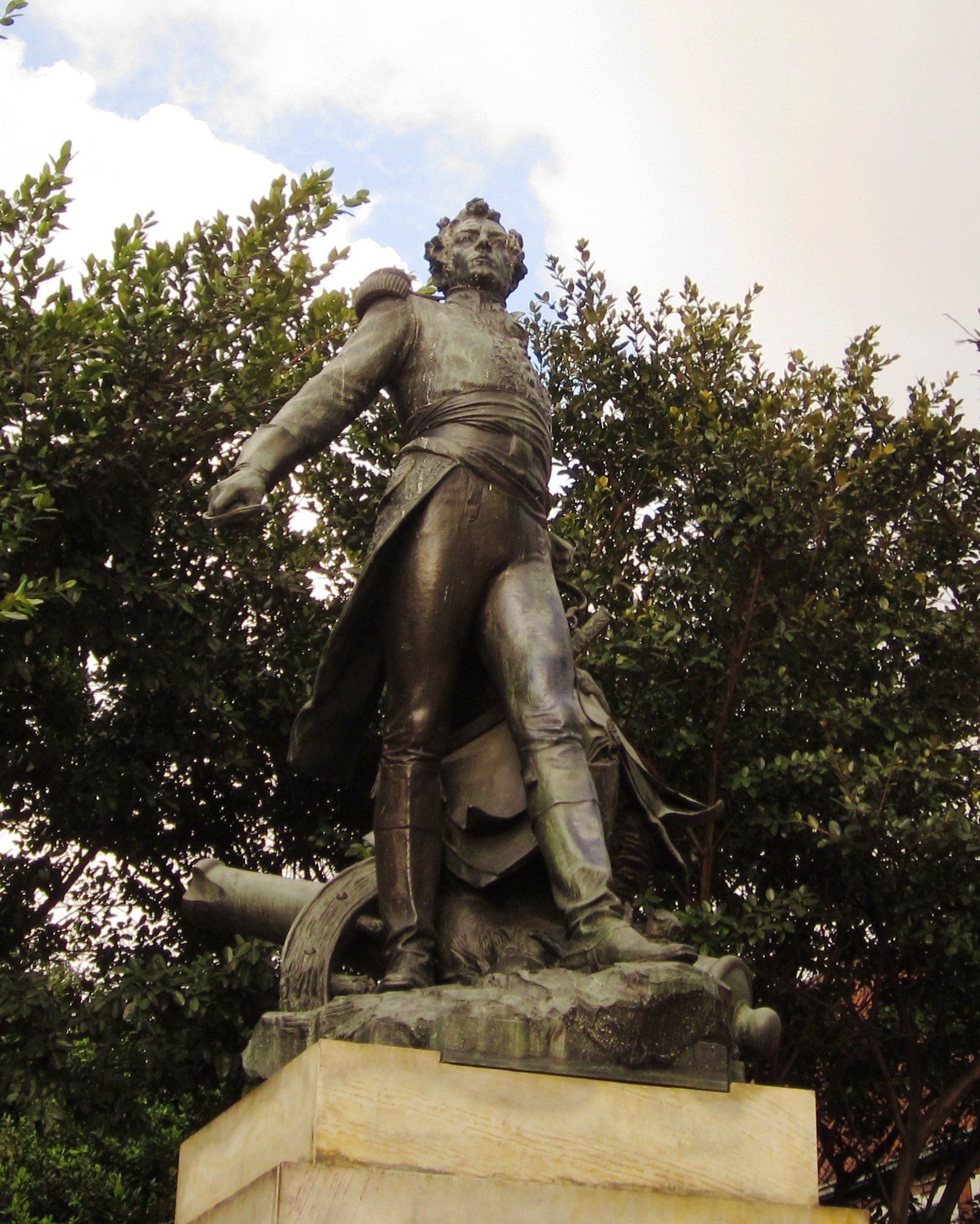
Estatua de Sucre en la localidad bogotana de Chapinero, obra de Raoul Verlet.
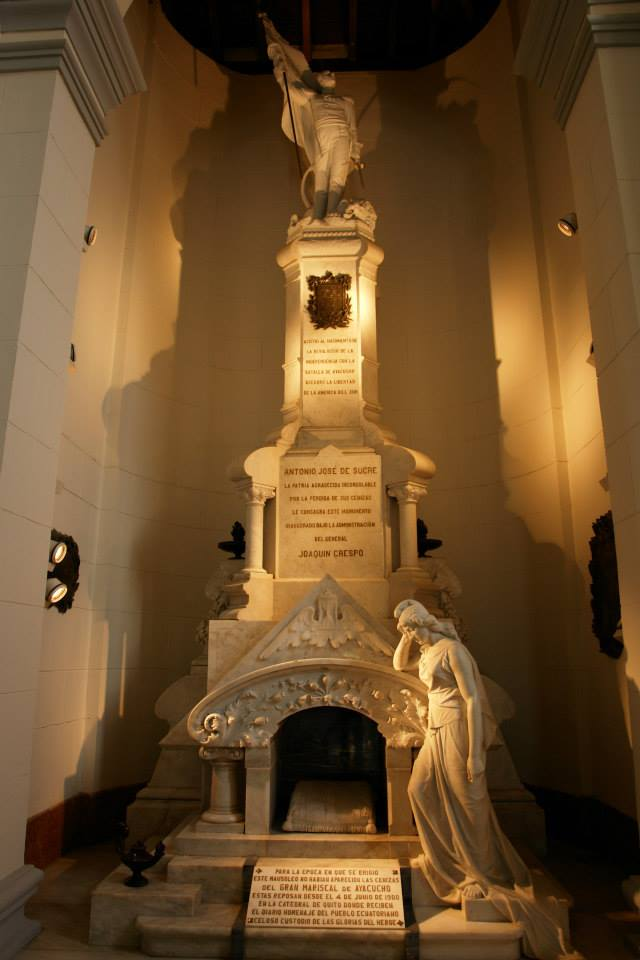
Monumento a Antonio José de Sucre en el Panteón Nacional de Venezuela.
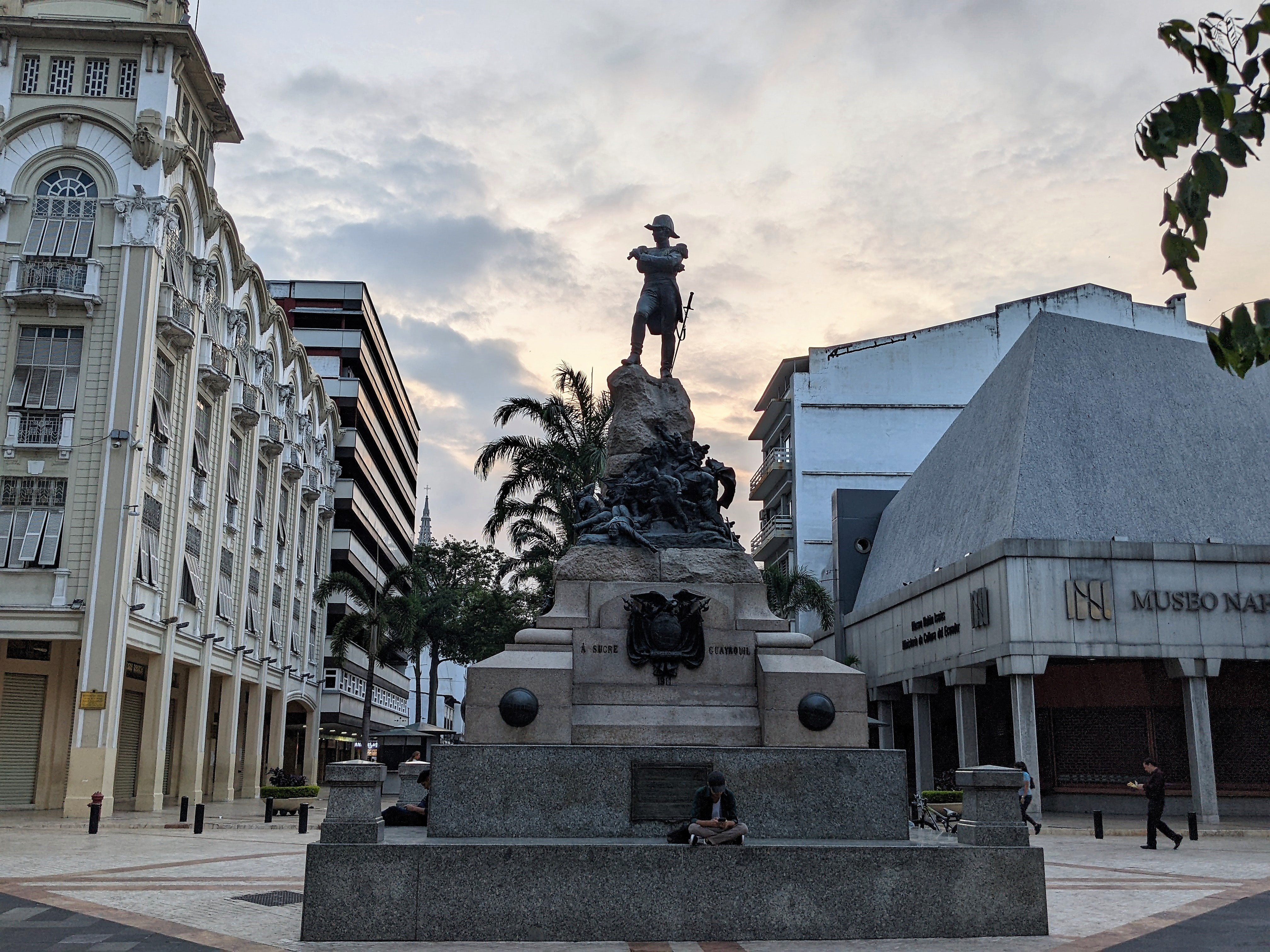
Monumento a Sucre, obra de Augusto Faggioni.[66] Guayaquil, Ecuador.

| Predecesor: Simón Bolívar                                              | Presidente de Bolivia 1825 - 1828         | Sucesor: José María Pérez de Urdininea                                    |
| Predecesor: José de la Riva Agüero Presidente de la República del Perú | Jefe Supremo Militar del Perú 1822 - 1823 | Sucesor: José Bernardo de Torre Tagle Presidente de la República del Perú |
| Predecesor: Cargo creado                                               | Gran Mariscal de Ayacucho 1825 - 1830     | Sucesor: Mariana Carcelén de Guevara y Larrea                             |

## Legado
- Misión Sucre
- Satélite Sucre (VRSS-2)